# Bydgoszcz

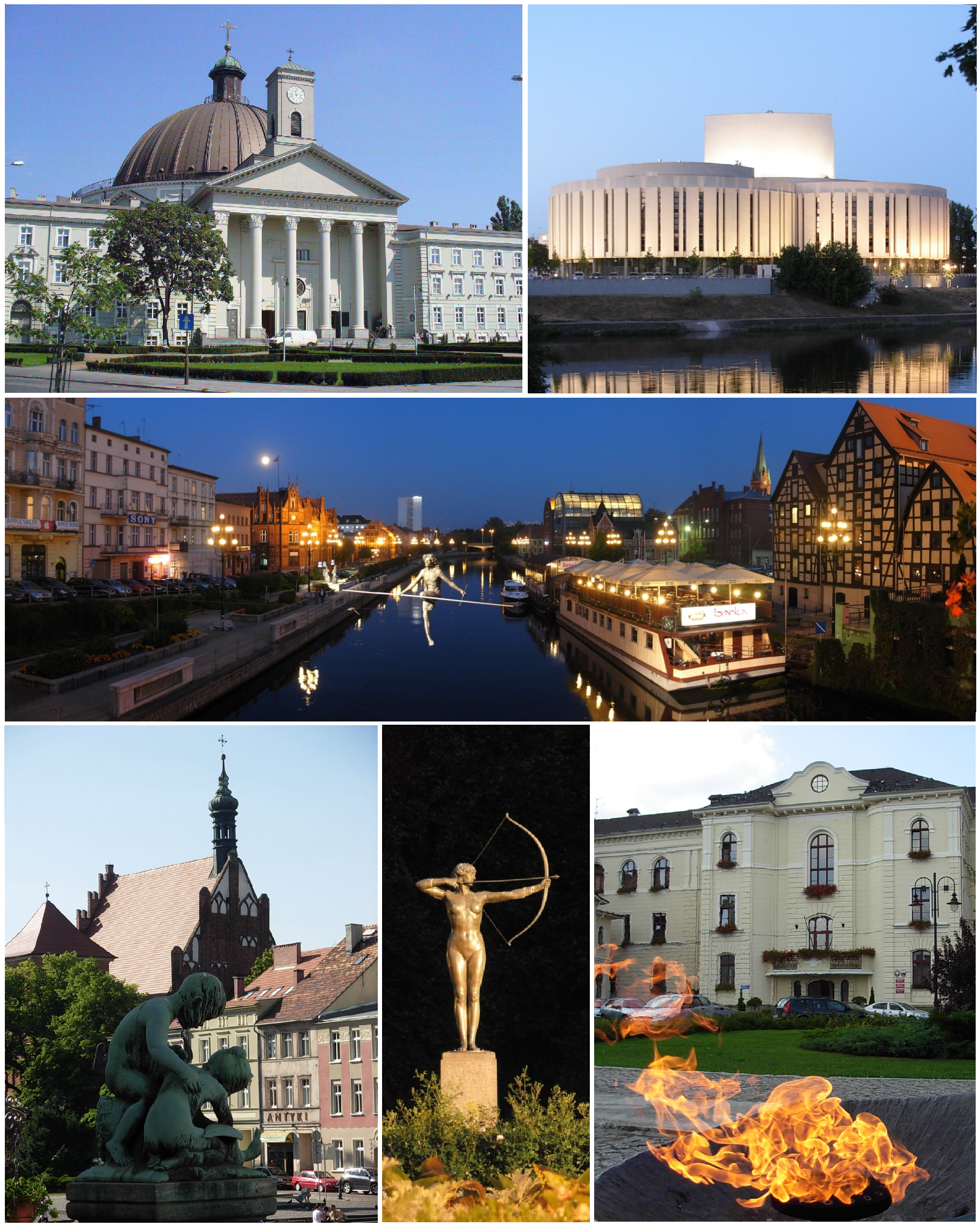

Bydgoszcz [ˈbɨdgɔʃʧ] ⓘ, deutsch  Bromberg, ist – neben Toruń (deutsch Thorn) – eine der beiden Hauptstädte der polnischen Woiwodschaft Kujawien-Pommern.
Die kreisfreie Stadt ist mit 344.091 Einwohnern (Stand: 31. Dezember 2020) die achtgrößte Stadt Polens. In ihrem Umland, in dem auch die 45 Kilometer entfernte 200.000-Einwohner-Stadt Toruń liegt, leben mehr als 400.000 Menschen; die Bydgoszczer Agglomeration hat damit rund 800.000 Einwohner.

## Geographische Lage
Bydgoszcz gehört zur historischen Landschaft Kujawien und liegt etwa 235 Kilometer östlich von Stettin, 110 Kilometer nordöstlich von Posen sowie etwa 150 Kilometer südlich von Danzig. Die durch das Zentrum fließende Brda (deutsch Brahe) mündet im östlichen Stadtgebiet in die untere Weichsel. Über den Kanał Bydgoski und die Noteć besteht eine Verbindung nach Westen zu Warthe und Oder.

## Wappen
Blasonierung: In Silber eine durchgehende gezinnte rote schwarzgefugte Mauer mit einem blauen zweiflügligen Tor und goldenen Beschlägen und goldenem gezogenem Gitter; der  rechte Torflügel ist geöffnet. Auf der Mauer drei Türme mit schwarzen Fenstern und goldenen Knaufe auf blauen Turmhelmen. Der mittlere Turm ist der höhere und eine goldene Fahne weht  nach rechts.

## Ortsname
Der polnische Ortsname ist 1238 als Budegac erwähnt, 1306 als Bydgoscia. Er wird auf einen slawischen Personennamen Bydgost zurückgeführt, an den das Suffix -ja angehängt wurde. Der deutsche Ortsname hingegen (1386 Broberg) leitet sich vom Namen des Flusses Brahe ab, an dem die Stadt liegt. Der Name Brahe oder Braa wiederum ist eine Eindeutschung des alten polnischen Flussnamens Dbra, der heute Brda lautet.

## Geschichte

### Vom Mittelalter bis 1772

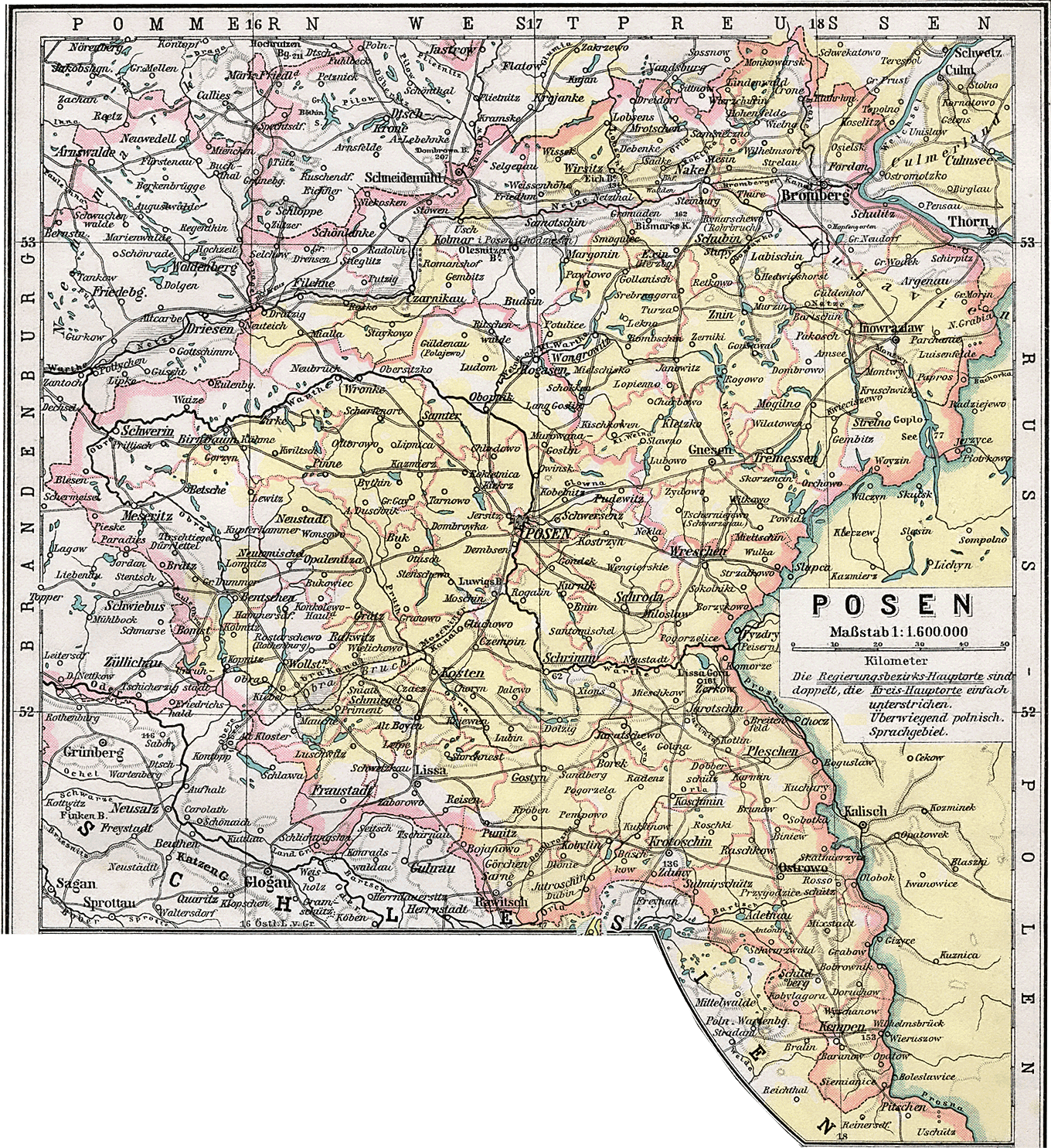
Bromberg nordöstlich der Stadt Posen auf einer Landkarte der Provinz Posen von 1905 (gelb markierte Flächen kennzeichnen Gebiete mit seinerzeit mehrheitlich polnischsprachiger Bevölkerung).

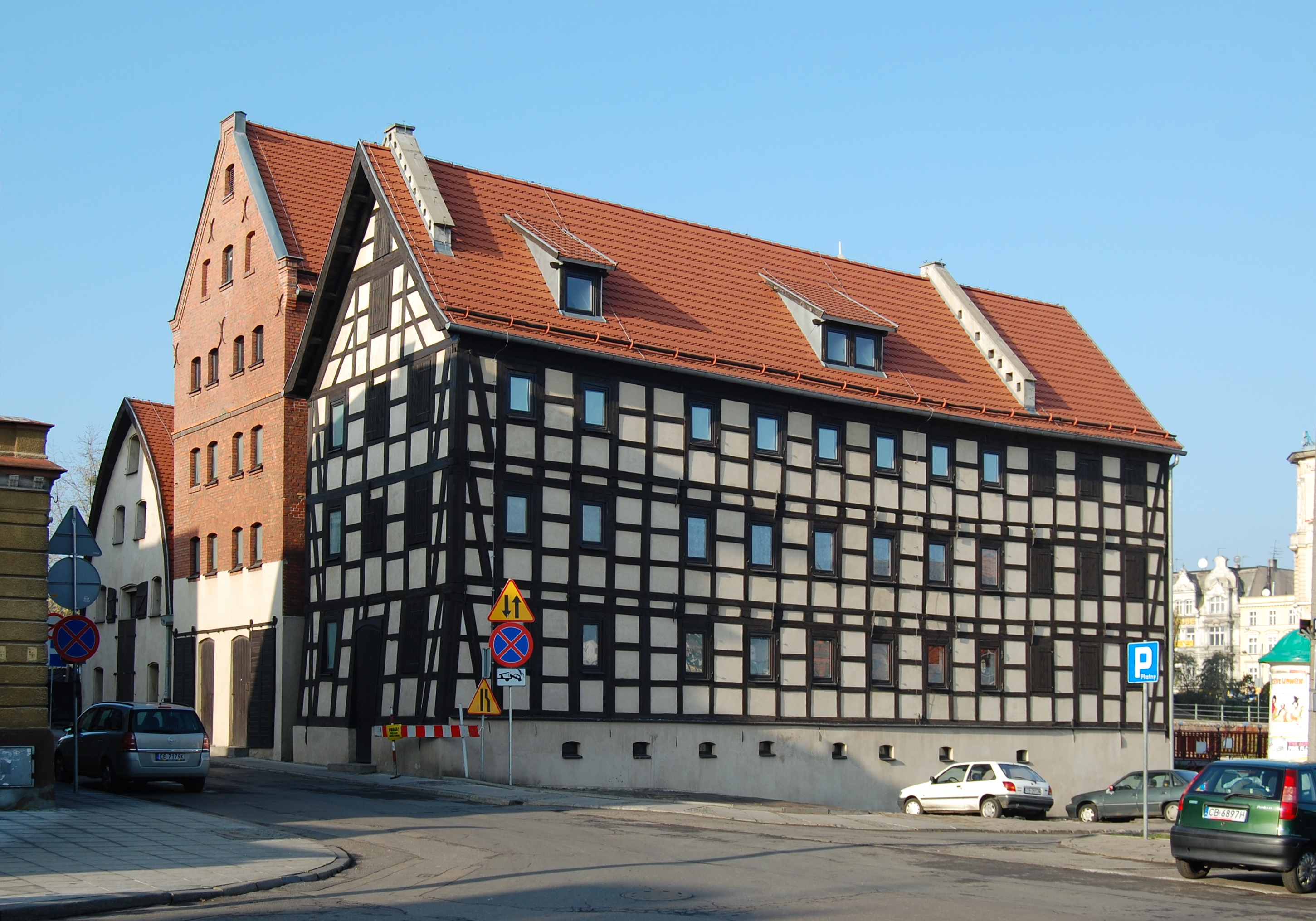
Alter Fachwerkspeicher

Die erste Siedlung an Stelle der heutigen Stadt wurde im 11. Jahrhundert erbaut.
Im Jahre 1238 wurde die Siedlung von Herzog Swantopolk II. von Pomerellen erobert, in einem mit dem kujawischen Herzog Kazimierz I. von Kujawien geschlossenen Friedensvertrag wird der erste Bromberger Kastellan, Suzzlaus de Budegac erwähnt. Im Jahre 1332 wurde die Siedlung vom Deutschen Orden zerstört und bis 1343 vom Orden besetzt. Nach dem Frieden von Kalisch baute der polnische König Kasimir der Große an ihrer Stelle eine Burg. Am 19. April 1346 erhielten die beiden deutschen Lokatoren Johann Kesselhuth und Konrad durch den polnischen König Kasimir die Magdeburger Stadtrechte verliehen. Sie erhielten die Ländereien westlich der neugebauten Burg (heute Stary Rynek), ebenfalls sollten sie lebenslang den Titel Vogt tragen, der an ihre Nachfahren vererbt werden sollte. Im Gegenzug sollten sie neue Siedler in das durch Krieg gebeutelte Gebiet holen. Die Stadt sollte zu Ehren des Königs den Namen Kunigesburg erhalten. Dieser Name konnte sich jedoch nicht durchsetzen. Der deutsche Bevölkerungsteil benannte die Stadt nach dem Fluss Brahe Brahenburg, während der polnische Bevölkerungsteil den Namen Bydgost auf die Stadt übertrug. Aus diesen Bezeichnungen entwickelten sich im Laufe der Zeit die Namensformen Bromberg und Bydgoszcz. Beide Namen existierten jahrhundertelang gleichberechtigt nebeneinander.
Die Stadt lag nahe an der Grenze zu Pommerellen. Um die Mitte des 13. Jahrhunderts führte hier eine Brücke über die Brahe, und es befand sich hier eine gegen Pommerellen gerichtete Zollstation.
Das Stadtwappen zeigt eine rote Burg auf weißem Grund. Bemerkenswert ist das seltene Motiv des halb geöffneten Burgtores, das sich aber auch im Wappen von Toruń (Thorn) findet.
1550 erhielt Bydgoszcz vom polnischen König Sigismund II. August das Privileg de non tolerandis Judaeis (Privileg zur Nichtduldung der Juden), einen Judenbann, der nach der preußischen Besitzergreifung 1772 unter Friedrich dem Großen aufgehoben wurde.

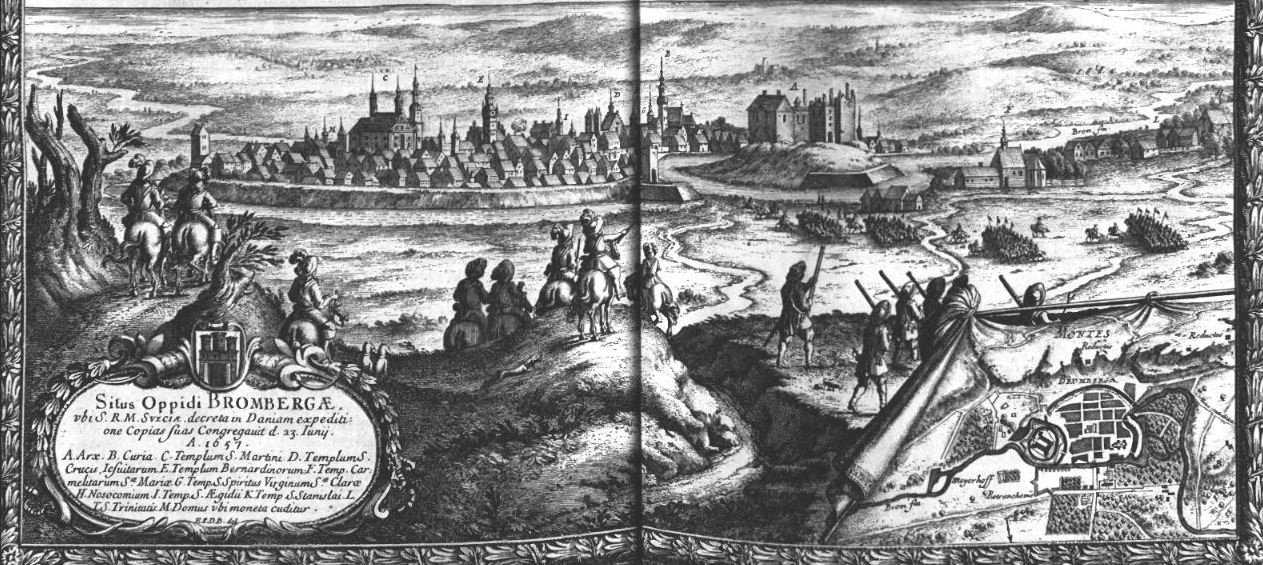
Bromberg 1657 auf einem Stich von Erik Dahlberg

Im 16. Jahrhundert war Bromberg eine der größten Städte Polens. 1520 fand hier ein Reichstag statt. 1657 wurde hier zur Zeit des Zweiten Nordischen Kriegs der Vertrag von Bromberg unterzeichnet, der eine Bestätigung des Vertrags von Wehlau beinhaltete und der den Rückzug Brandenburg-Preußens aus dem Bündnis mit dem Königreich Schweden vorsah.
Nach Zerstörung im Dritten Nordischen Krieg (die Burg und die Stadtmauern wurden von den Schweden in die Luft gesprengt), einer Flutkatastrophe und danach einer Seuche zählte Bromberg 1772 nur noch rund 700 Einwohner.
Kartografie
Obwohl Bydgoszcz urkundlich und chronikalisch belegt nur 94 Jahre zum Herzogtum Pommern-Stolp gehörte und nur elf Jahre zum Ordensstaat Preußen, ist das Gebiet an der unteren Brahe mit Bydgoszcz und Fordon in Karten aus dem 16. bis 18. Jahrhundert (bis 1772) grundsätzlich als Teil Preußens oder Pommerellens eingezeichnet, so als habe man es als vom frühen 14. Jahrhundert bis 1466 polnisch gebliebenen Teil des letzteren aufgefasst.

### Preußische Zeit (1772–1920)

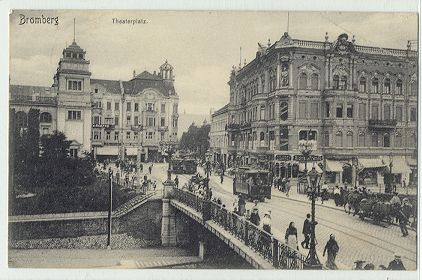
Bromberg um 1911

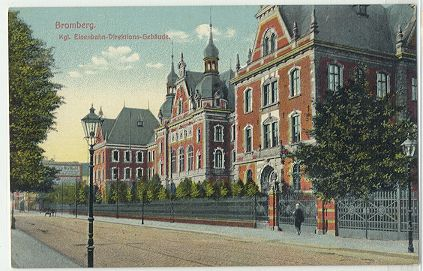
Bromberg – Bahnhofstraße

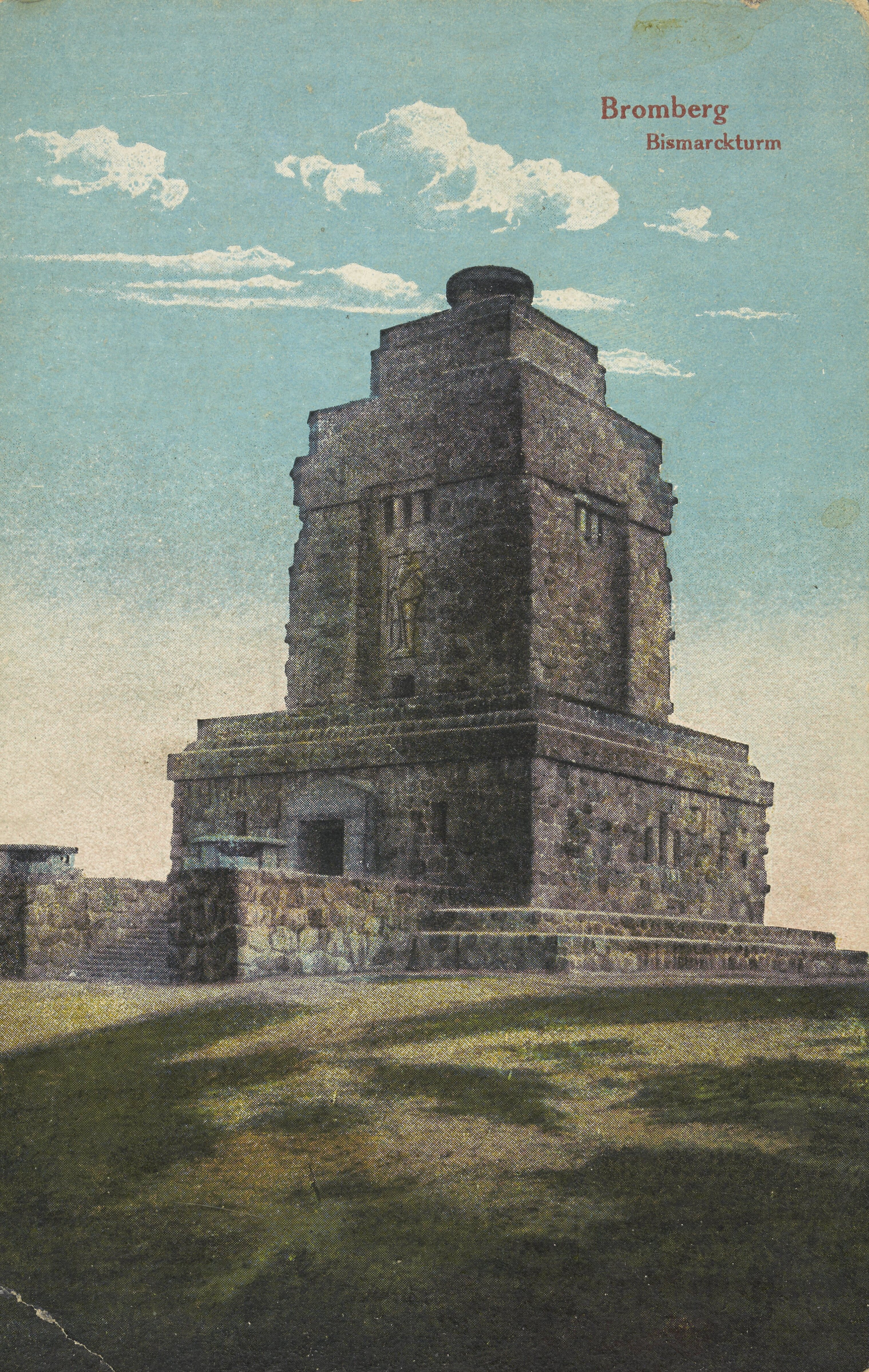
Bromberg – Bismarckturm. 1913–1917 (68794524)

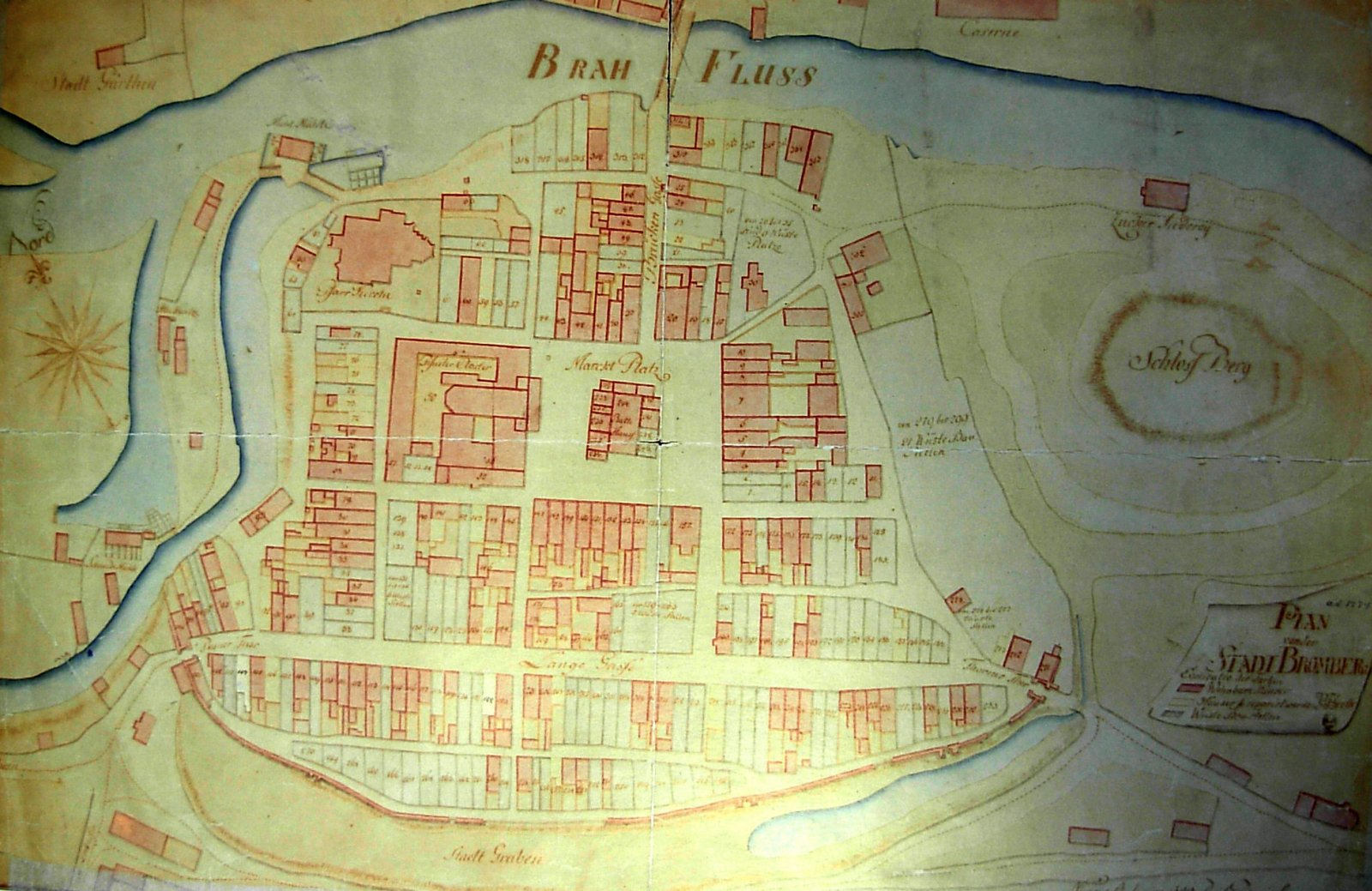
Bromberg 1774

Von 1772 bis 1807 gehörte Bromberg zur preußischen Provinz Westpreußen, 1807 bis 1815 zum Herzogtum Warschau und 1815 bis 1920 zur preußischen Provinz Posen. Gleich zu Beginn der preußischen Zeit erlebte die Stadt durch den Bau des 27 Kilometer langen Bromberger Kanals, der heute die Brahe mit der Netze – und damit das Flusssystem der Weichsel mit dem der Oder – verbindet, und Ende des 19. Jahrhunderts durch den Bau der Ostbahn einen wirtschaftlichen Aufschwung. Während des Kościuszko-Aufstandes im Jahre 1794 fand bei Bromberg eine Schlacht zwischen Aufständischen und Preußen statt.

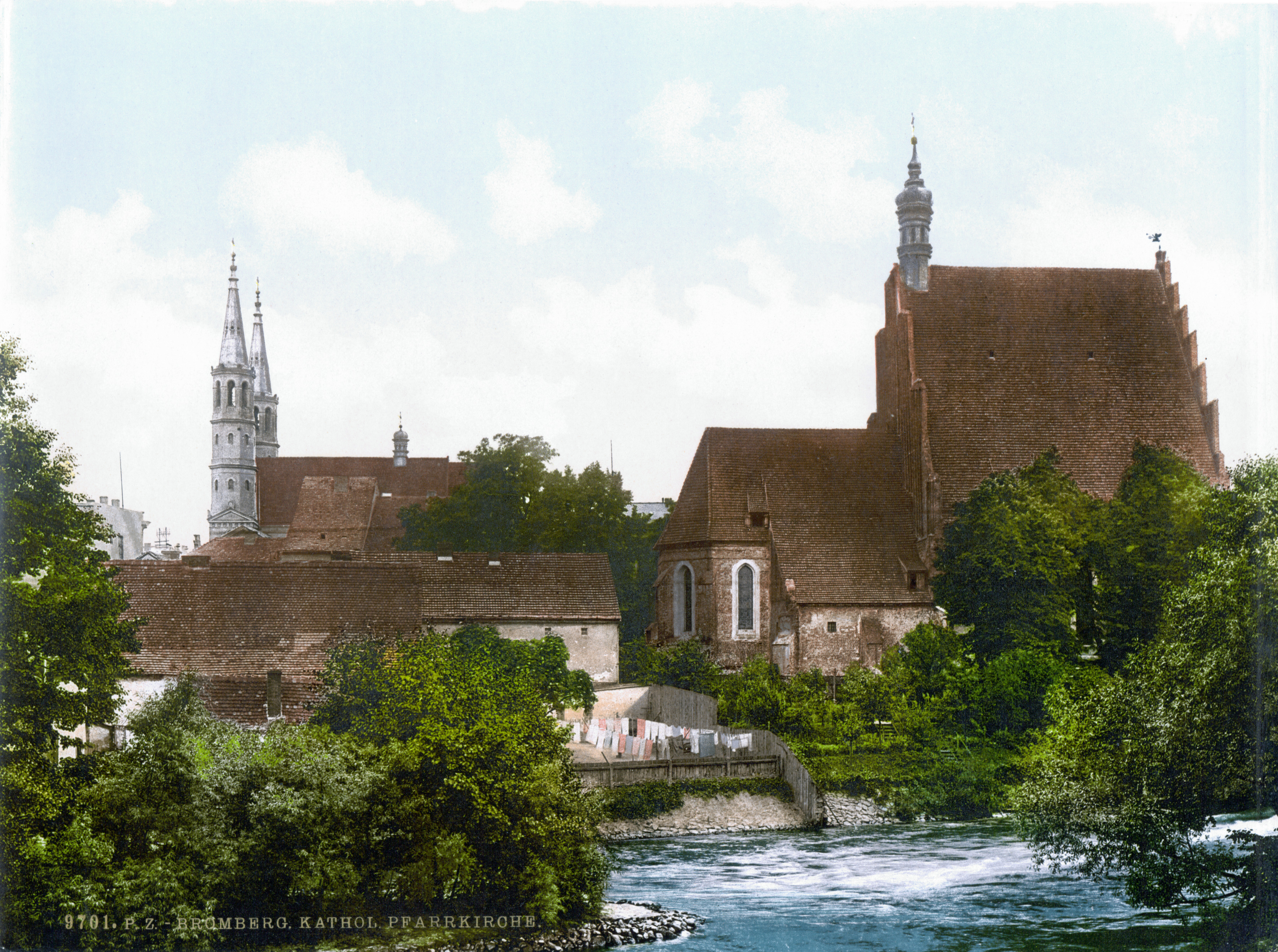
Bromberg um 1900

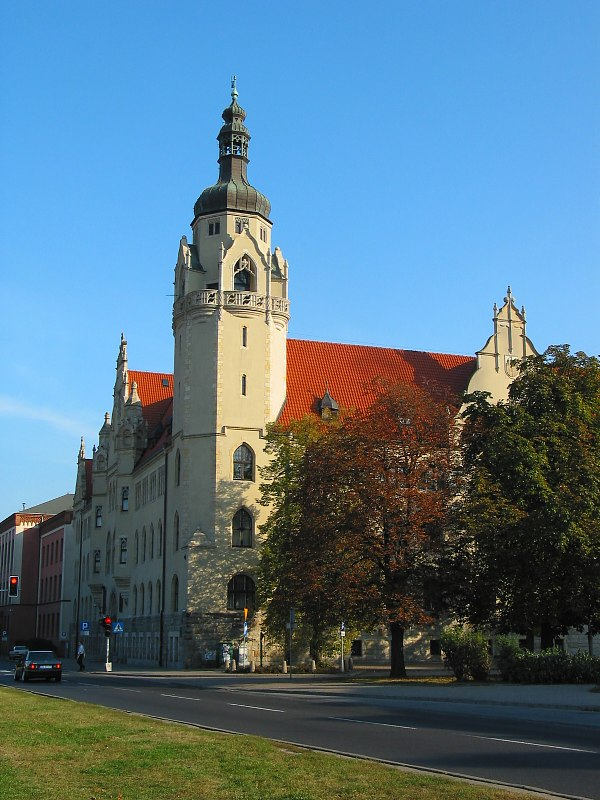
Gerichtsgebäude

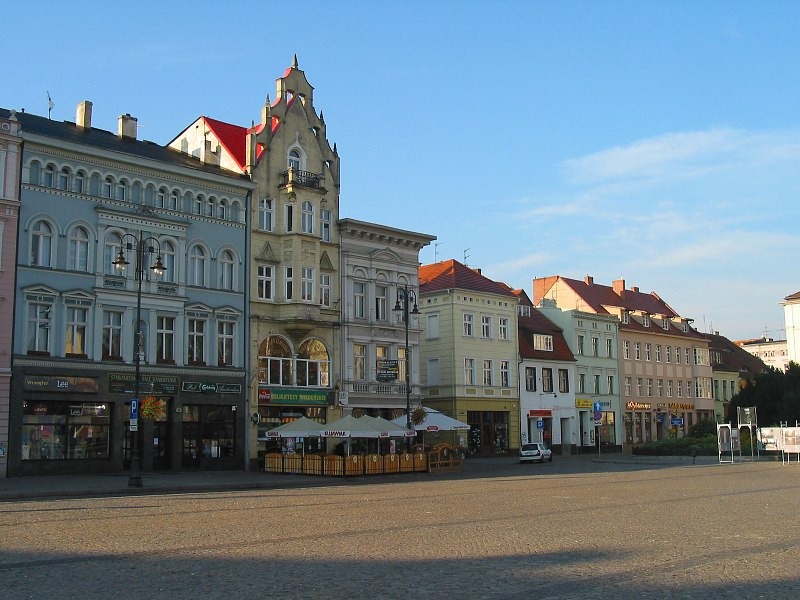
Marktplatz

Die Einwohnerzahl der Stadt Bromberg wuchs bis zur Volkszählung von 1910 auf 57.700, davon 84 Prozent ethnische Deutsche und knapp 16 Prozent ethnische Polen. Ein großer Teil der ethnisch deutschen Stadtbevölkerung war evangelischen Glaubens. Seit der preußischen Verwaltungsreform von 1818 war Bromberg Hauptstadt des gleichnamigen Regierungsbezirks in der preußischen Provinz Posen. Wegen des relativ hohen polnischen Bevölkerungsanteils im Regierungsbezirk Bromberg wurde das Amtsblatt des Regierungsbezirks zweisprachig herausgegeben.
Das Königliche Gymnasium mit protestantischer Ausrichtung wurde 1817 eröffnet, 1851 wurde eine Realschule mit Abiturklasse in simultaner Ausrichtung eingerichtet. 1875 schied Bromberg aus dem Landkreis Bromberg aus und bildete einen eigenen Stadtkreis.
Während des Posener Aufstandes kam es im Januar und Februar 1919 vor der Stadt zu Kämpfen zwischen polnischen Aufständischen und deutschen Freikorps, darunter das Grenzschutz-Bataillon III und die Freiwillige Marinedivision Ost. Bromberg geriet nicht unter polnische Verwaltung, daher konnten die Bromberger an der Wahl zur Deutschen Nationalversammlung 1919 teilnehmen.

### In der Zweiten Polnischen Republik
Nach dem Ende des Ersten Weltkrieges wurde die mehrheitlich deutschsprachige Stadt im Januar 1920 nach dem Friedensvertrag von Versailles an die Zweite Polnische Republik abgetreten. Sie wurde der Woiwodschaft Posen zugeordnet.

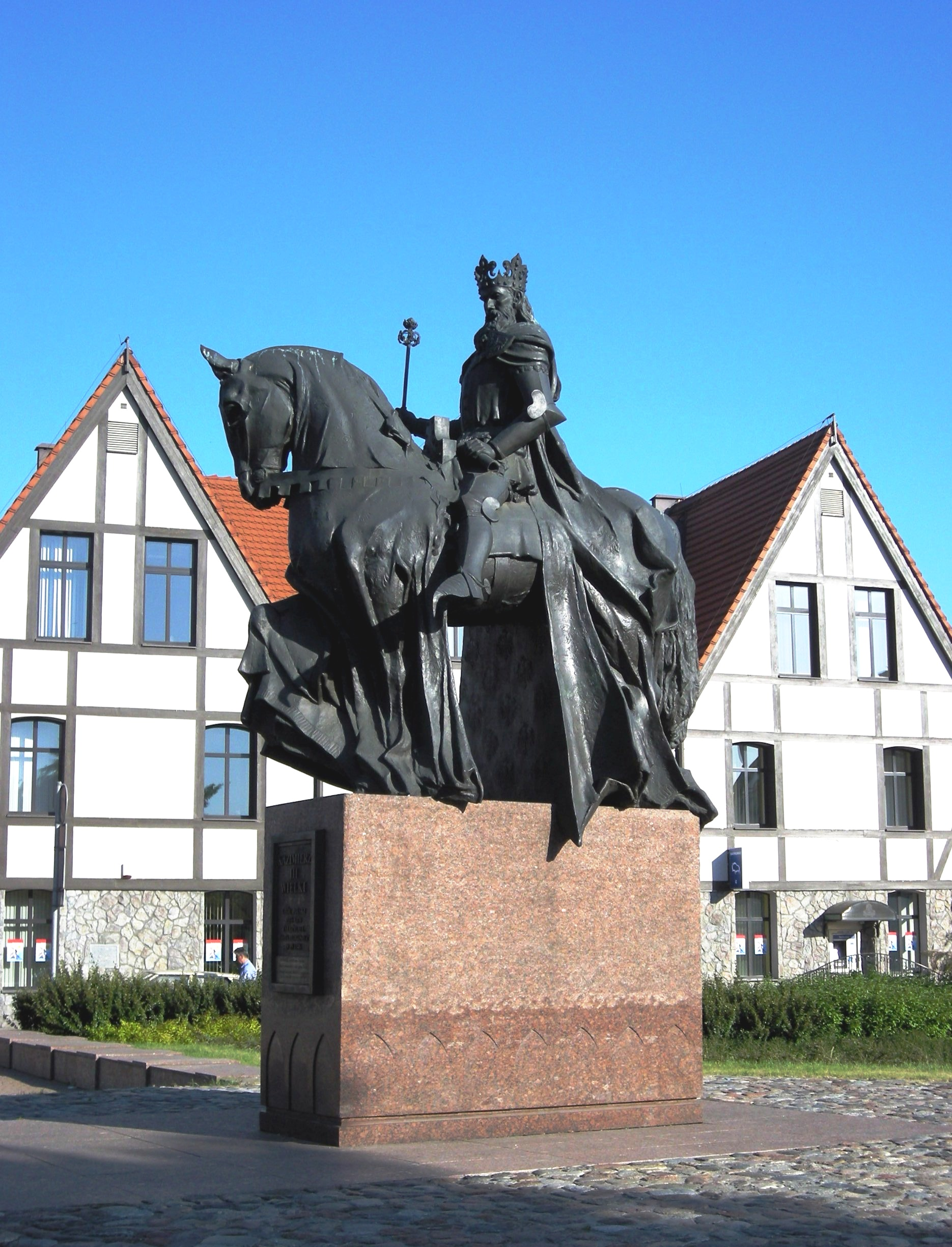
Denkmal Kasimirs des Großen in Bydgoszcz

Die ethnisch deutsche Bevölkerung wurde durch Auswanderung und die Enteignung deutschen Besitzes durch den polnischen Staat zu einer Minderheit. Die Auswanderungswelle wurde vom Polnisch-Sowjetischen Krieg befördert, da Bromberger Familien, die für die polnische Staatsbürgerschaft optierten, damit rechnen mussten, dass ihre Söhne vom polnischen Staat zum Kriegsdienst im Krieg gegen die Sowjetunion eingezogen werden würden. Wer für die Beibehaltung der deutschen Staatsbürgerschaft optierte, gehörte nicht zur Minderheit der Polen deutscher Ethnie, für deren Angehörige als polnische Staatsbürger Aufenthaltsrecht wie Wehrpflicht bestand, sondern wurde Auslandsdeutscher ohne sicheren Aufenthalt in Polen. 1925 war die Mehrheit der nun 104.000 Einwohner zählenden Stadt Bydgoszcz katholisch (87 %), davon die meisten der Staatsbürgerschaft und Ethnie nach Polen.
Dennoch blieb Bromberg stets ein Zentrum der deutschen Minderheit in Posen, Netzegau und Pommerellen. Herausragende Vertreter der deutschen Minderheit zu dieser Zeit waren:
- Erwin Hasbach, Vorstandsvorsitzender seit 1923, 1920 Abgeordneter im Sejm, nachher im Senat bis 1930.
- Kurt Graebe, Vorstandsvorsitzender in einer Genossenschaftsbank in Pommerellen, Abgeordneter im Sejm von 1922 bis 1935.

1934 wurde die Deutsche Vereinigung für Posen und Pommerellen mit Sitz in Bromberg gegründet. Am 1. April 1938 kam die kreisfreie Stadt (miasta na prawach powiatu) im Zuge einer Gebietsreform an die damalige Woiwodschaft Großpommerellen (Województwo Wielkopomorskie).

### Zweiter Weltkrieg
Nach Beginn des deutschen Überfalls auf Polen kam es in Bromberg am 3. und 4. September 1939 zu gewaltsamen Übergriffen auf Volksdeutsche, bei denen in der Stadt mindestens 358, vorwiegend Männer, umgebracht wurden und die von der NS-Propaganda als „Bromberger Blutsonntag“ instrumentalisiert wurden. So wurde die für das gesamte Staatsgebiet Polens genannte offizielle Opferzahl verzehnfacht. Aufgrund der Kriegsereignisse und der Ausschlachtung der Vorfälle in der deutschen Presse blieben die Ursachen für den Gewaltausbruch in Bromberg ebenso wie die Anzahl der Opfer zwischen Deutschen und Polen lange heftig umstritten. Mittlerweile ermöglichen differenziertere Untersuchungen eine relativ genaue Rekonstruktion der tatsächlichen Vorgänge.
Nach der polnischen Niederlage wurde Bromberg mit dem besatzungsamtlichen Regierungsbezirk Bromberg dem Reichsgau Danzig-Westpreußen des Deutschen Reichs angegliedert. Die 1934 ins Leben gerufene Deutsche Vereinigung für Posen und Pommerellen wurde aufgelöst. Die ethnisch polnischen Einwohner litten unter Willkürmaßnahmen, Verhaftungen, Vertreibungen und Gräueltaten (siehe auch Verbrechen der Wehrmacht#Polen). Im Rahmen des vor Kriegsbeginn geplanten Unternehmens Tannenberg wurden allein im so genannten „Tal des Todes“ in Fordon bei Bromberg von Ende September bis Ende Oktober 1939 von Angehörigen des Einsatzkommandos 16 und des paramilitärischen Volksdeutschen Selbstschutzes schätzungsweise 1400 bis 3000 Einwohner der Stadt und ihrer Umgebung erschossen. Polnische Schätzungen sprechen sogar von bis zu 5000 Getöteten an dieser Mordstätte.

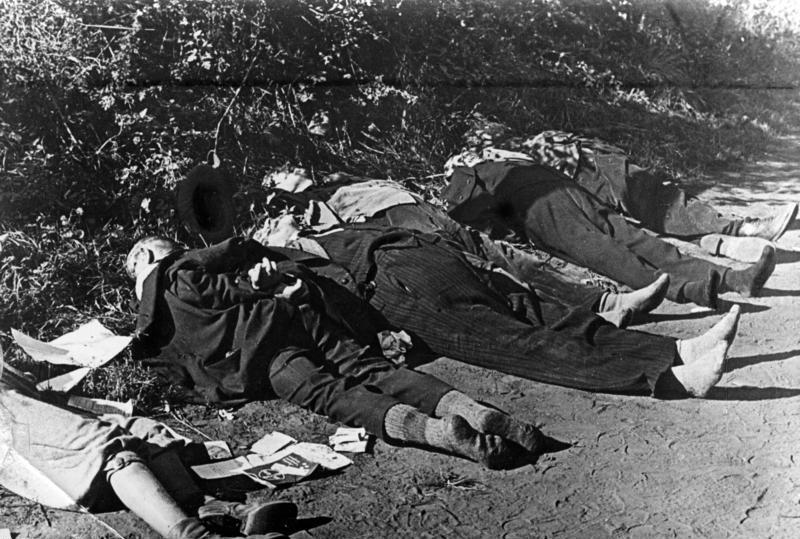
Leichen getöteter Volksdeutscher, Bromberger Blutsonntag, 1939
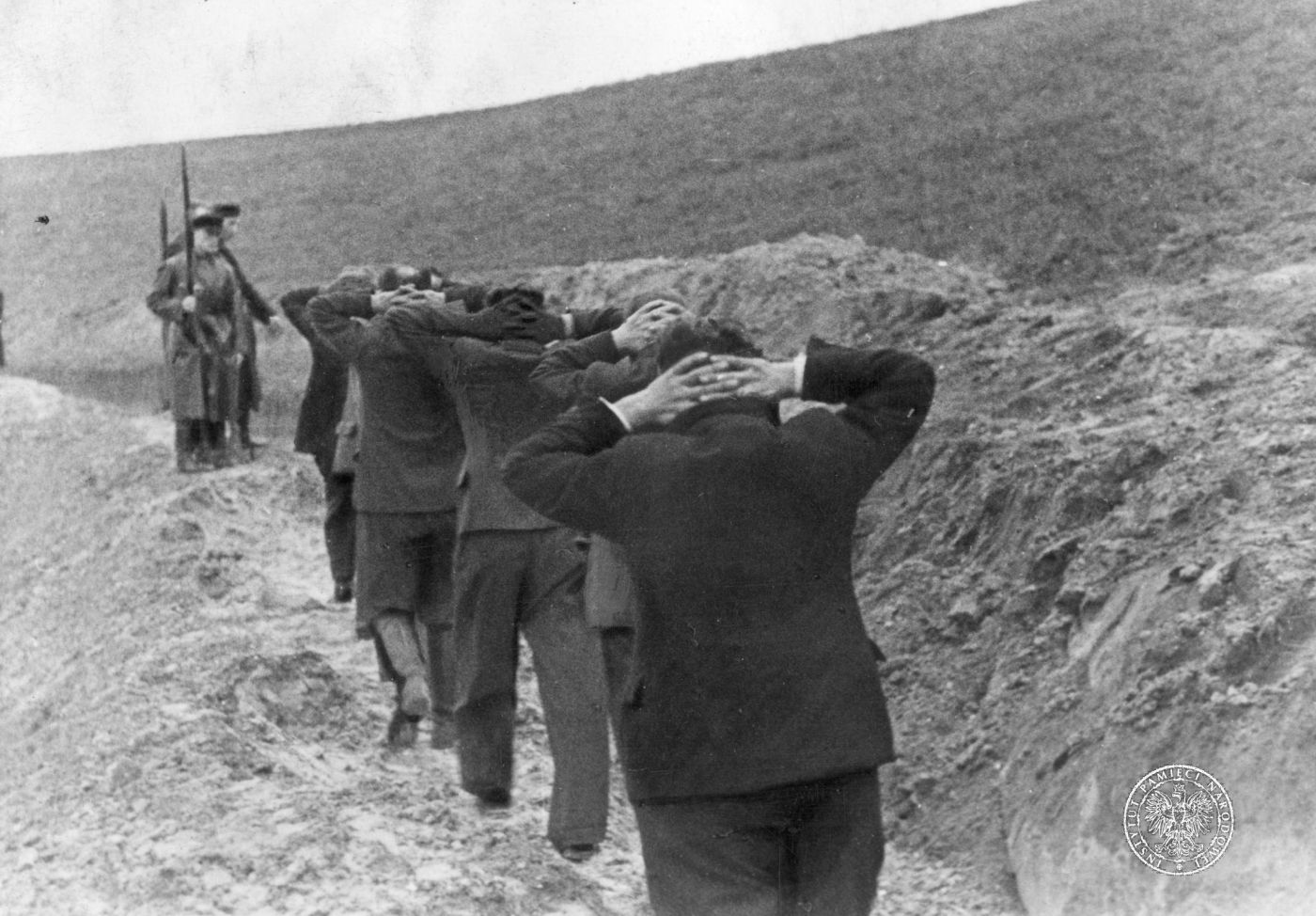
Ethnisch polnische Lehrer aus Bromberg auf dem Weg zur Exekution im „Tal des Todes“ (1. November 1939)
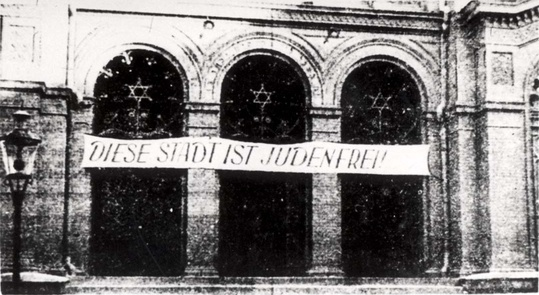
„Diese Stadt ist judenfrei“, geschändete Synagoge in Bromberg, 15. September 1939

NS-Kreisleiter und Oberbürgermeister Werner Kampe wollte die Stadt monumental umgestalten. Dies scheiterte an den Kosten, aber einige Umbaumaßnahmen wurden begonnen. Dabei wurden einige historische Bauten (darunter die von Karl Friedrich Schinkel umgeformte Jesuitenkirche) abgerissen. Im Oktober 1939 wurde die Große Synagoge der Stadt zerstört.
Am 27. Januar 1945 eroberten im Zuge der Weichsel-Oder-Operation Einheiten der Roten Armee und der Polnischen Volksarmee die Stadt.

### Nachkriegszeit bis zur Gegenwart
Beim Wiederaufbau der „Woiwodschaft Großpommerellen“ blieb Toruń (Thorn) zunächst die Hauptstadt. Bei der Verkleinerung der Woiwodschaft am 7. April 1945, wobei auch das „Groß“ im Namen fortfiel, wurde Bydgoszcz zur Hauptstadt. 1950 wurde die Woiwodschaft (Województwo Pomorskie) nach der Stadt in Województwo Bydgoskie umbenannt.
Die im Krieg relativ wenig zerstörte Stadt – das Stadttheater wurde nach der Eroberung von Rotarmisten in Brand gesetzt – wuchs in den folgenden Jahrzehnten kräftig weiter. Ab 1947 war Bydgoszcz im Rahmen des Warschauer Vertrages Sitz des „Pommerschen Militär-Bezirkes“, der unter anderem für die Verteidigung der nördlichen Gebiete Polens im Kriegsfall zuständig war. Seit 1991 besteht eine Städtepartnerschaft mit Mannheim. Am 6. Mai 1991 wurde die „Gesellschaft der Deutschen Minderheit in Bromberg“ gegründet, die unter anderem eng mit dem Volksbund Deutsche Kriegsgräberfürsorge zusammenarbeitet. Seit 2004 ist Bydgoszcz Sitz einer römisch-katholischen Diözese und des Joint Force Training Centre der NATO. Am 17. Februar 2025 wurde außerdem das Joint Analysis Training and Education Centre (JATEC) eingeweiht. Im JATEC wollen die NATO-Bündnispartner mit der Ukraine die zivil-militärischen Erfahrungen aus dem Krieg Russlands gegen die Ukraine analysieren und für Strategie, Politik und Operationen gemeinsam nutzbar machen.

### Demografie
| Jahr                       | Einwohnerzahl | Anmerkungen |
| -------------------------- | ------------- | --- |
| 1771                       | ca. 1000      | davon etwa 80 % Katholiken |
| 1772                       | 500–600       | – sämtlich Katholiken |
| 1780                       | 02046         | ohne das Militär |
| 1783                       | 02562         | ohne das Militär, darunter 27 Juden |
| 1788                       | 03077         | ohne das Militär |
| 1792                       | 0 3915        | ohne das Militär |
| 1816                       | 06123         | 3325 Lutheraner, 2522 Katholiken, 223 Juden, 53 Reformierte |
| 1852                       | 12.900        | mehrheitlich Deutsche, davon 26 % Katholiken |
| 1875                       | 31.308        | [ 10 ] |
| 1880                       | 34.044        | [ 10 ] |
| 1885                       | 36.294        | [ 10 ] |
| 1890                       | 41.399        | davon 28.411 Evangelische, 11.165 Katholiken, 1451 Juden und 372 Sonstige |
| 1900                       | 52.204        | mit der Garnison, davon 15.663 Katholiken und 1519 Juden; nach anderen Angaben davon 34.415 Evangelische, 15.662 Katholiken und 2127 Sonstige einschließlich Juden |
| 1910                       | 57.696        | am 1. Dezember, mit der Garnison (4919 Mann), davon 36.920 Evangelische, 17.011 Katholiken, 1345 Juden, 794 Sonstige (46.720 mit deutscher, 9350 mit polnischer Muttersprache, 1557 Einwohner sprechen Deutsch und eine andere Sprache); nach anderen Angaben davon 37.008 Evangelische, 18.539 Katholiken und 2149 Sonstige einschließlich Juden (84 % Deutsche, knapp 16 % Polen) |
| 1921                       | 88.000        | davon 64.000 Katholiken und 22.500 Evangelische (24.000 Deutsche, deren Anzahl bis 1928 auf fast die Hälfte sank) |
| 1931                       | 117.537       | am 9. Dezember |
| 1941                       | 144.252       | [ 24 ] |
| nach dem Zweiten Weltkrieg |               | |
| 2012                       | 362.286       | meist Polen |

## Vor 1918 errichtete, nicht erhaltene Denkmäler
- Kaiser-Friedrich-III.-Büstendenkmal im Kasernengelände des (2. Pommerschen) Feldartillerie-Regiments Nr. 17; am 16. September 1888 enthüllt; nach 1920 beseitigt
- Kaiser-Wilhelm-I.-Büstendenkmal im Kasernengelände des (2. Pommerschen) Feldartillerie-Regiments Nr. 17; am 16. September 1888 enthüllt; nach 1920 beseitigt
- Büste des Politikers Franz Balthasar Schönberg von Brenkenhoff am Bromberger Kanal; am 27. Oktober 1894 enthüllt; verschollen
Das Denkmal war eine Stiftung der Historischen Gesellschaft für den Netze-Distrikt
- Kreis-Kriegerdenkmal für die Gefallenen der Deutschen Einigungskriege 1864, 1866 und 1870/71 auf dem Seminarplatz; nach 1920 beseitigt
Das Kriegerdenkmal bestand aus einem Sockel, dessen vier Ecken von kleinen Säulen gehalten wurden. Auf dem Gesims des Sockels standen an den Ecken vier Adler mit bronzenen Girlanden in den Schnäbeln. Auf dem Sockel erhob sich ein Obelisk, der mit dem Eisernen Kreuz bekrönt war
- Grabdenkmal Theodor Gottlieb von Hippel (* 1775 † 1843) auf dem städtischen Friedhof
An einem Obelisken, der mit einem Eisernen Kreuz und Lorbeerfestons geschmückt war, befand sich ein bronzenes Reliefmedaillon des Schriftstellers, der den später berühmt gewordenen Aufruf „An Mein Volk“ geschrieben hat
- Bismarck-Turm auf der Bismarck-Höhe an der Brda, erbaut nach einem Entwurf des Berliner Architekten Paul Walther, Einweihung am 25. Mai 1913
Im Oktober 1923 wurde der Bismarck-Turm auf Beschluss des Stadtrats zum Freiheitsturm umgewidmet und der katholischen Gemeinde als Kapelle zur Verfügung gestellt. Umbauten scheiterten aber an Geldmangel, so dass schließlich die Sprengung des Turmes überlegt wurde. Der erste Versuch, den Turm zu sprengen, scheiterte am 16. Mai 1928. Am 18. Mai 1928 erfolgte die endgültige Sprengung. Erhalten ist nur die Freitreppe, die heute auf den sogenannten Freiheitshügel führt
Im Inneren des Turmes befand sich ein Bismarck-Standbild des Berliner Bildhauers Fritz Richter-Elsner. Bereits 1919 wurde das Standbild nach Frankfurt (Oder) gebracht und dort als selbständiges Denkmal aufgestellt
- Kaiser-Wilhelm-II.-Standbild an der Fassade des Eckgebäudes Theaterplatz / Hermann-Francke-Straße in Höhe des 2. Obergeschosses; nicht erhalten
- Bronze-Standbild König Friedrichs des Großen im Treppenhaus des Regierungspräsidiums; eingeschmolzen
- Reiterstandbild Kaiser Wilhelms I. von dem Berliner Bildhauer Alexander Calandrelli, am 17. September 1893 enthüllt, Bronzeguss der Bildgießerei Schäffer & Walcker in Berlin; die Gesamtkosten des Denkmals beliefen sich auf 75.000 Mark
Nachdem die Auswirkungen des Versailler Vertrags bekannt geworden waren, konnte das Denkmal am 15. Juli 1919, noch vor der Übernahme der Stadt durch die Polen, abgebaut und ins benachbarte Meseritz transloziert werden, wo es bis 1946 erhalten blieb
- Standbild König Friedrichs des Großen, von Bildhauer Eduard Uhlenhuth
Feier der Grundsteinlegung am 21. Oktober 1861 im Beisein König Wilhelms I., der sich auf der Rückreise von seiner Krönung in Königsberg befand, auf dem Friedrichsplatz. Am 31. Mai 1862 wurde das Denkmal in Gegenwart des Kronprinzen Friedrich Wilhelm feierlich enthüllt
Am 15. Juli 1919 erfolgte die Demontage und Bergung des Denkmals, das am 1. Juni 1923 an der Küddow-Brücke in Schneidemühl aufgestellt wurde. Nach Beginn des Zweiten Weltkriegs wurde das Denkmal im September 1939 in Schneidemühl abgebaut und am 21. April 1941 am Rand des Friedrichsplatzes vor dem Gebäude der früheren Kammerdeputation wieder aufgestellt. Seit 1945 ist das Denkmal verschollen.

## Arbeitslager im Zweiten Weltkrieg
- Das „Außenarbeitslager Bromberg-Ost“ war ein Außenlager des KZ Stutthof für Frauen und wurde am 12. September 1944 eröffnet. Oberaufseherin des Arbeitslagers war Johanna Wisotzki, zu den bekannten Aufseherinnen gehörten Ewa Paradies und Gerda Steinhoff. Die etwa 300 in dem Lager gefangen gehaltenen Frauen wurden beim Beladen der Züge an der Bahnstation Bromberg-Ost eingesetzt.
- Das „Außenarbeitslager Bromberg-Brahnau“ war ebenfalls Teil des KZ Stutthof. Eröffnet wurde es am 15. Juli 1944. In dem Lager waren ca. 6000 Zwangsarbeiter der Dynamit AG Bromberg interniert. Es handelte sich vor allem um sowjetische, jugoslawische, italienische und französische Kriegsgefangene und 2500 Frauen. Die Insassen des Lagers wurden am 28. Januar 1945 von der Roten Armee befreit. Bis Juni 1945 befand sich dann in den Gebäuden ein Außenlager des Zentralen Arbeitslager Potulice, in dem 1500 Deutsche festgehalten waren. Brahnau gehört heute zum Stadtbezirk Bydgoszcz-Łęgnowo.

## Geheime Abschussanlage für Flugkörper
In den Wäldern des Stadtteils Osowa Góra (Hoheneiche) wurde während des Zweiten Weltkrieges die Luftmunitionsanstalt 1/II Bromberg (Luftmuna) gebaut. Zu der Luftmuna hatten nur Deutsche Zutritt. In der zweiten Hälfte des Jahres 1944 wurden hier zu Versuchszwecken Marschflugkörper des Typs V1 abgeschossen. 1945 wurde die Anlage von den Sowjets demontiert und in die Sowjetunion verlegt. Heute befinden sich auf dem Gelände nur noch drei riesige Bunker mit einer Tiefe von dreieinhalb Metern. Der Zutritt zum Gelände ist Zivilisten bis heute verboten.

## Politik

### Stadtpräsident
An der Spitze der Verwaltung steht ein Stadtpräsident. Seit 2010 ist dies Rafał Bruski von der Platforma Obywatelska. Die Wahl 2024 führte zu folgendem Ergebnis:
- Rafał Bruski (Koalicja Obywatelska) 53,5 % der Stimmen
- Łukasz Schreiber (Wahlkomitee Łukasz Schreiber – Bydgoszczer Rechte) 28,7 % der Stimmen
- Joanna Czerska-Thomas (Trzecia Droga) 12,6 % der Stimmen
- Maja Adamczyk (Europäische Linke) 5,2 % der Stimmen

Damit wurde Amtsinhaber Bruski erneut bereits im ersten Wahlgang wiedergewählt.
Die Wahl 2018 führte zu folgendem Ergebnis:
- Rafał Bruski (Koalicja Obywatelska) 54,6 % der Stimmen
- Tomasz Latos (Prawo i Sprawiedliwość) 29,6 % der Stimmen
- Marcin Sypniewski (parteilos) 6,2 % der Stimmen
- Anna Mackiewicz (Sojusz Lewicy Demokratycznej / Lewica Razem) 6,1 % der Stimmen
- Paweł Skutecki (Kukiz’15) 3,5 % der Stimmen

Damit wurde Bruski bereits im ersten Wahlgang wiedergewählt.

### Stadtrat
Der Stadtrat bestand bis 2024 aus 31 Mitgliedern und seither aus 28 Stadtverordneten und wird direkt gewählt. Die Stadtratswahl 2024 führte zu folgendem Ergebnis:
- Koalicja Obywatelska (KO) 52,5 % der Stimmen, 15 Sitze
- Wahlkomitee Łukasz Schreiber – Bydgoszczer Rechte 29,5 % der Stimmen, 10 Sitze
- Trzecia Droga (TD) 14,9 % der Stimmen, 3 Sitze
- Europäische Linke 3,1 % der Stimmen, kein Sitz

Die Stadtratswahl 2018 führte zu folgendem Ergebnis:
- Koalicja Obywatelska (KO) 42,6 % der Stimmen, 16 Sitze
- Prawo i Sprawiedliwość (PiS) 29,3 % der Stimmen, 11 Sitze
- Sojusz Lewicy Demokratycznej (SLD) / Lewica Razem (LR) 14,4 % der Stimmen, 4 Sitze
- Wahlkomitee Bydgoszcz 2018 6,1 % der Stimmen, kein Sitz
- Kukiz’15 5,9 % der Stimmen, kein Sitz
- Übrige 1,7 % der Stimmen, kein Sitz

### Städtepartnerschaften
Bydgoszc hat folgende Partnerstädte:
- Tscherkassy, Ukraine
- Hartford, Vereinigte Staaten
- Kragujevac, Serbien
- Krementschuk, Ukraine
- Mannheim, Deutschland
- Ningbo, Volksrepublik China
- Pawlodar, Kasachstan
- Patras, Griechenland
- Perth, Vereinigtes Königreich
- Pitesti, Rumänien
- Reggio nell’Emilia, Italien
- Wilhelmshaven, Deutschland

## Sehenswürdigkeiten

### Altstadt
- Römisch-katholische Kathedrale St. Martini und Nikolai, 1466–1502, spätgotisch[29]
- Kirche der Friedenskönigin St. Marien,[30] erbaut 1552–1557, spätgotisch, 1860–1945 Garnisonkirche
- Mariä Himmelfahrtskirche, 1582–1602, Klarissinnen, Kapuziner[31]
- Herz-Jesu-Kirche, 1910–1913, neobarock
- Wenecja Bydgoska, das „Bromberger Venedig“, ein Viertel am Wasser
- Speicherhäuser aus Fachwerk
- Mühleninsel[32]
  - Mühle (erbaut 1851)
  - Historische Münzprägeanstalt (ehemals die einzige Polens)
  - Häuser aus dem 18./19. Jh.
  - Fachwerkspeicherhäuser aus dem 19./20. Jh.
  - Weißes Speicherhaus (erbaut 1780)
  - Rotes Speicherhaus

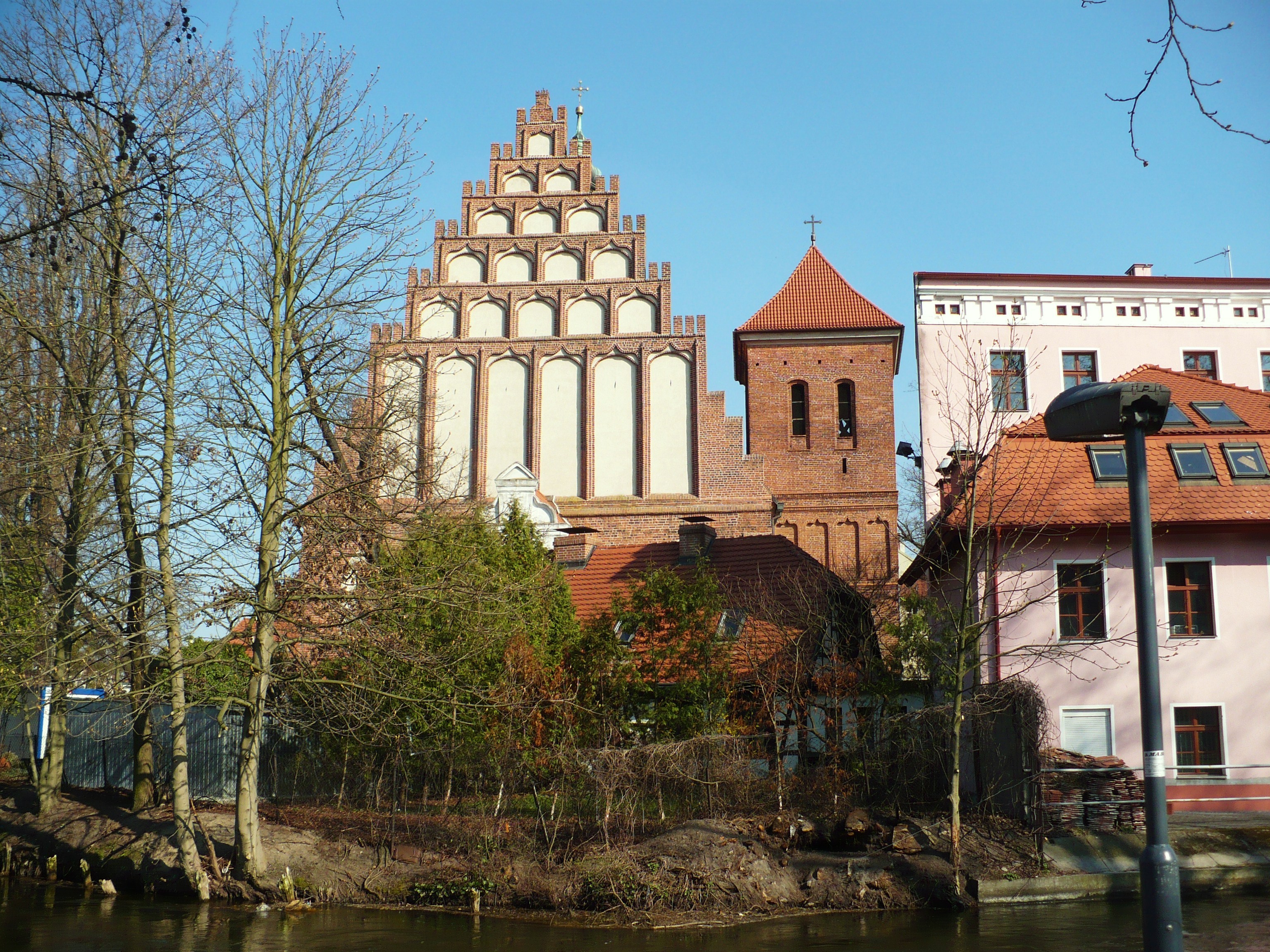
Kathedrale St. Martini und Nikolai
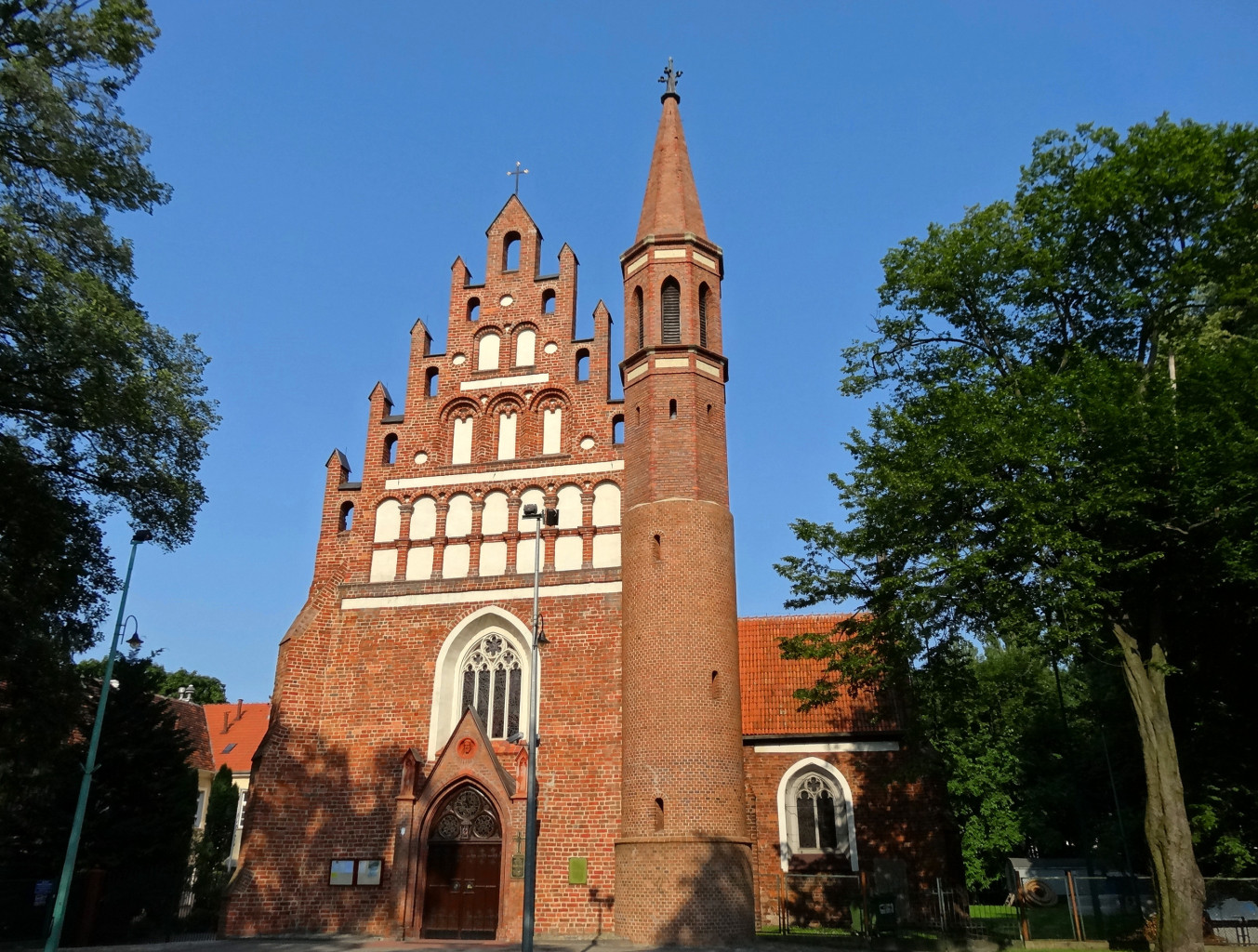
Kirche St. Marien Friedenskönigin
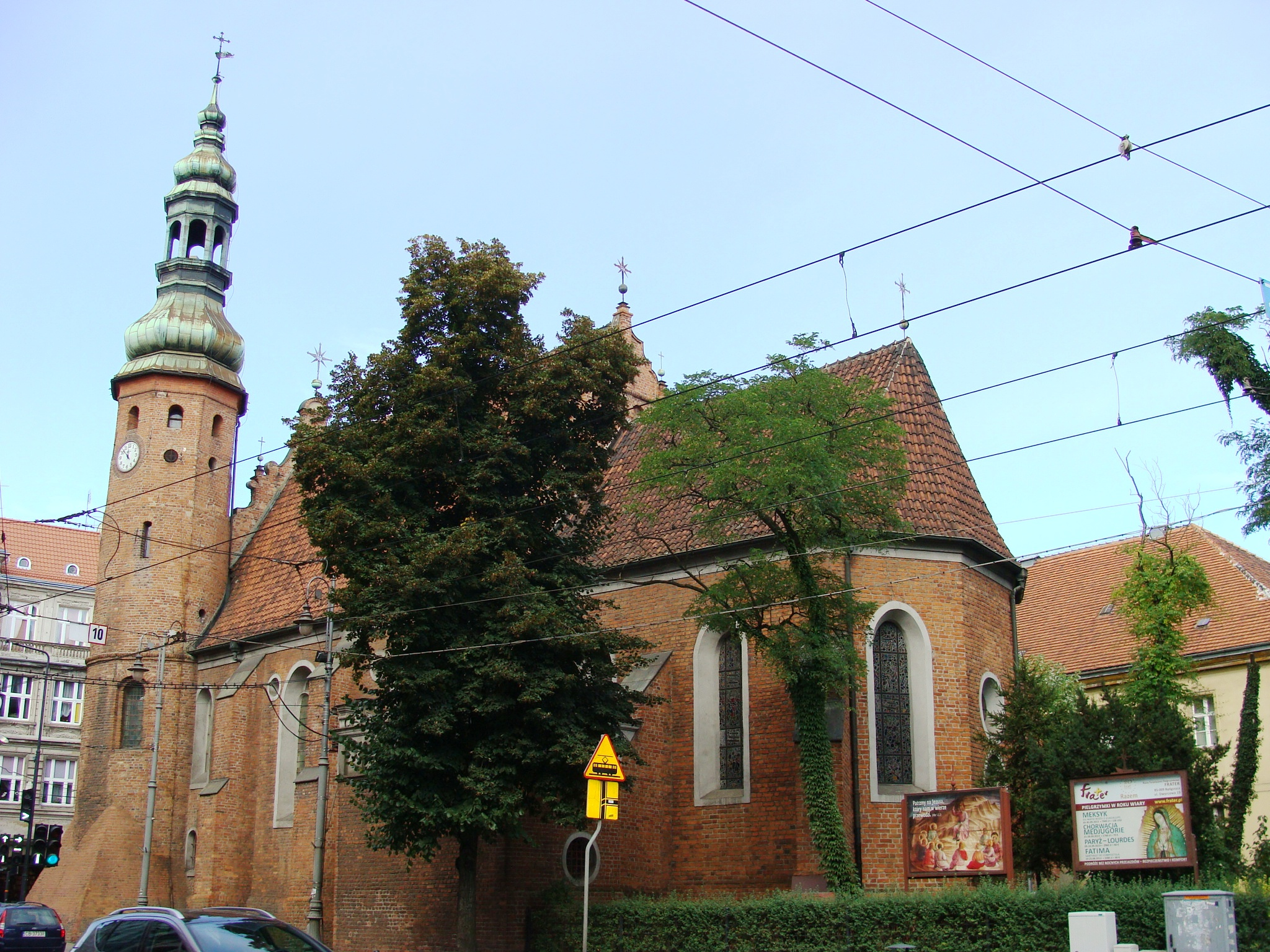
Kirche Mariä Himmelfahrt
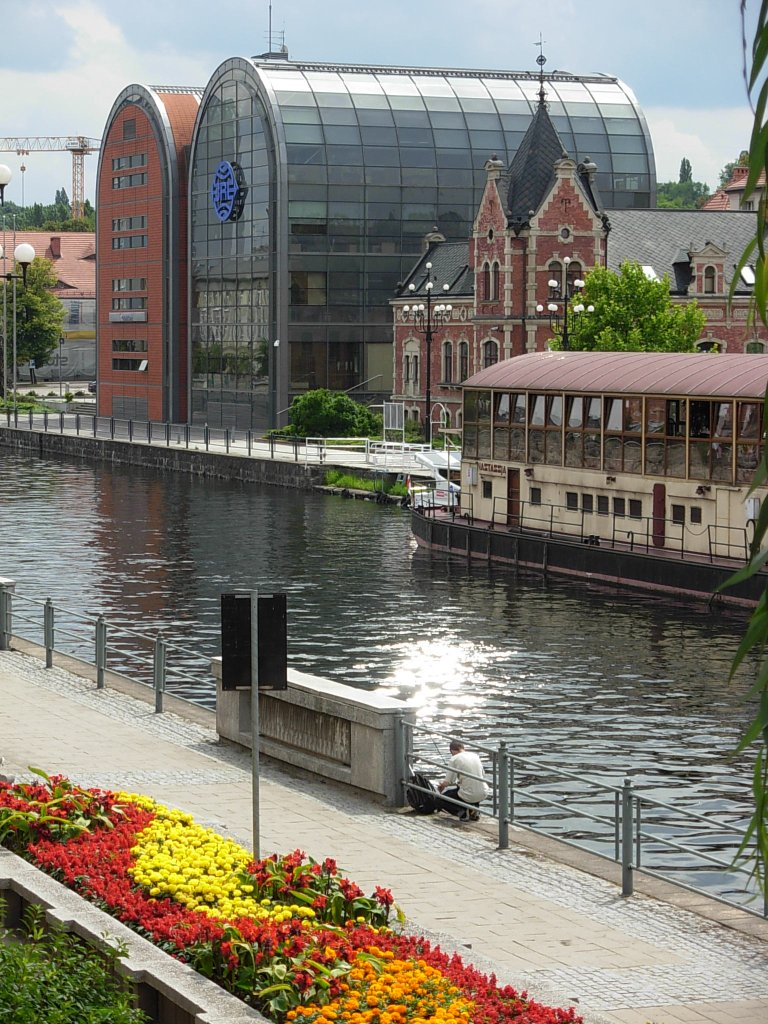
BRE-Bank
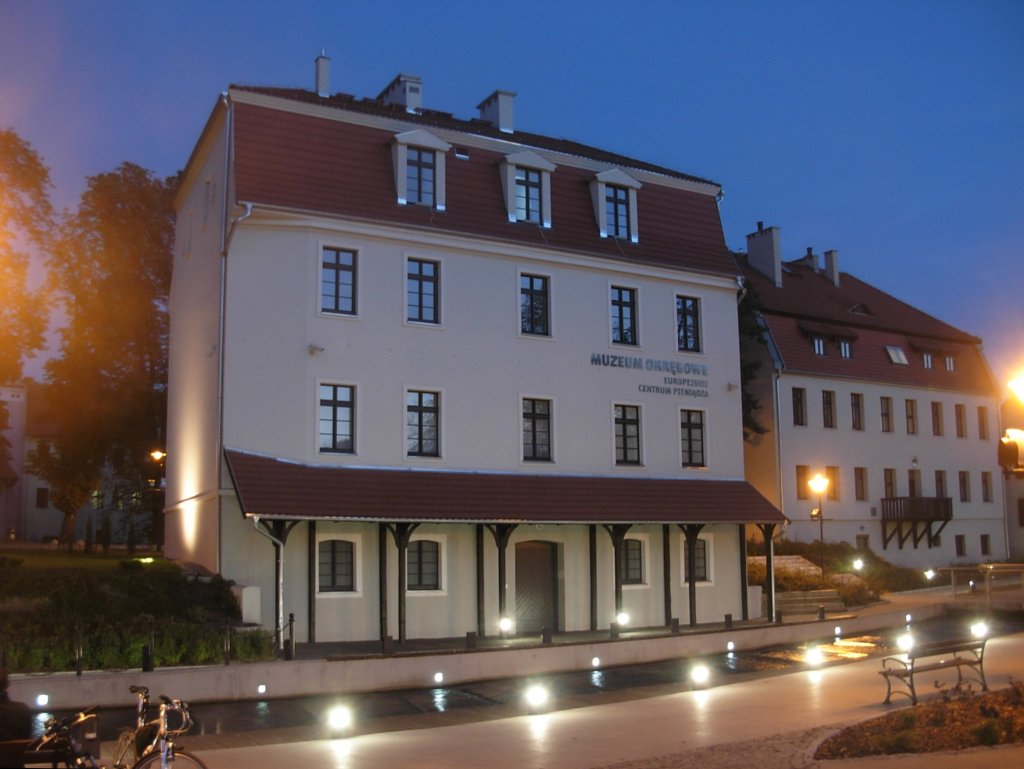
Ehemalige Münzprägeanstalt
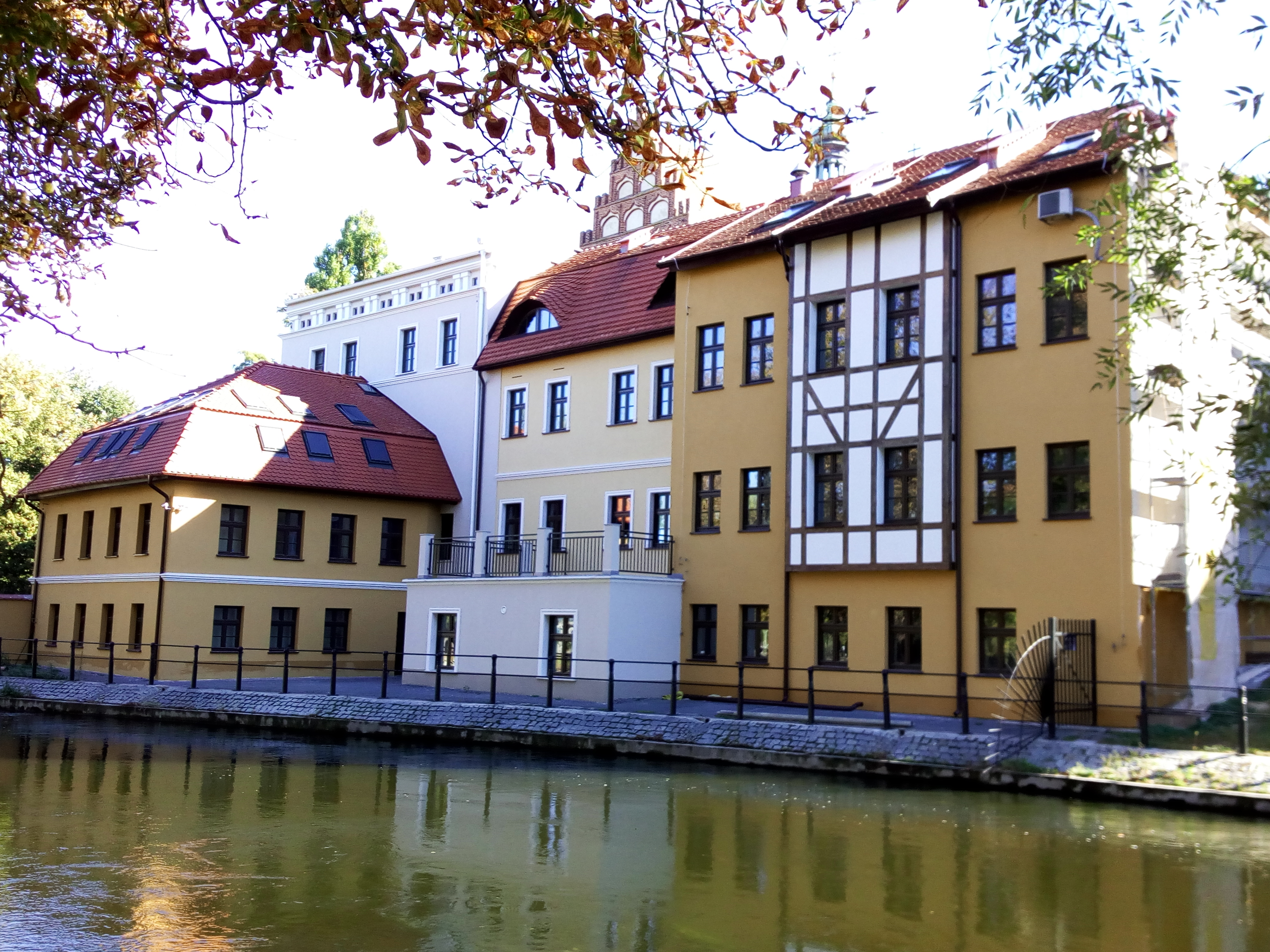
Bromberger Venedig
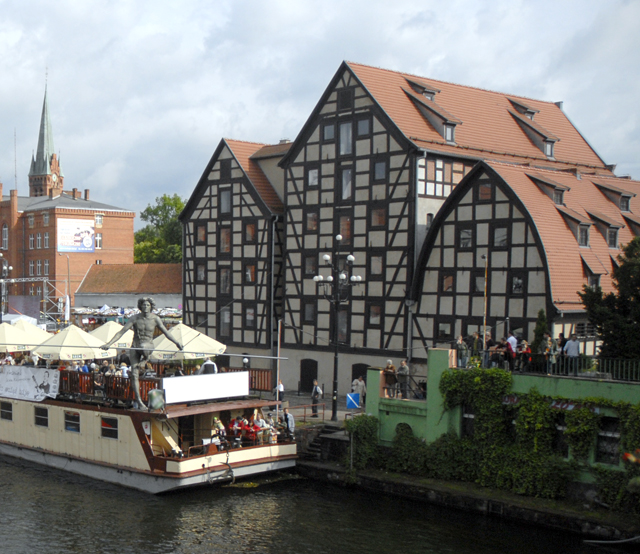
Speicher in Bydgoszcz

### Vorstädte
- Pfarrfriedhof von 1806 mit Gräbern französischer Kriegsgefangener des Deutsch-Französischen Krieges
- Evangelische St. Paulskirche (erbaut 1872–1876), an der Danziger Straße (heute: römisch-katholische Apostelkirche)
- Evangelisch-augsburgische Erlöserkirche (erbaut 1896)
- Wasserturm (erbaut 1900)
- Neue Evangelische Pfarrkirche (erbaut 1900–1903) (heute: Andrzej-Boboli-Kirche der Jesuiten)
- Sintflutbrunnen (1904)
- Wehr an der Brahe (erbaut 1904–1906)
- Bromberger Kanal (1773/74, modernisiert 1914–1917) mit zahlreichen Schleusen und Wasserwehren
- Neoklassizistische Basilika St. Vinzenz (erbaut 1925–1937)
- Villenviertel „Sielanka“, mit Villen vom Anfang des 20. Jahrhunderts, nach Bauplänen von Josef Stübben
- Freilichtmuseum am westlichen Stadtrand mit Überresten polnischer Verteidigungsanlagen vom September 1939
- Exploseum, Ruine der DAG Fabrik Bromberg

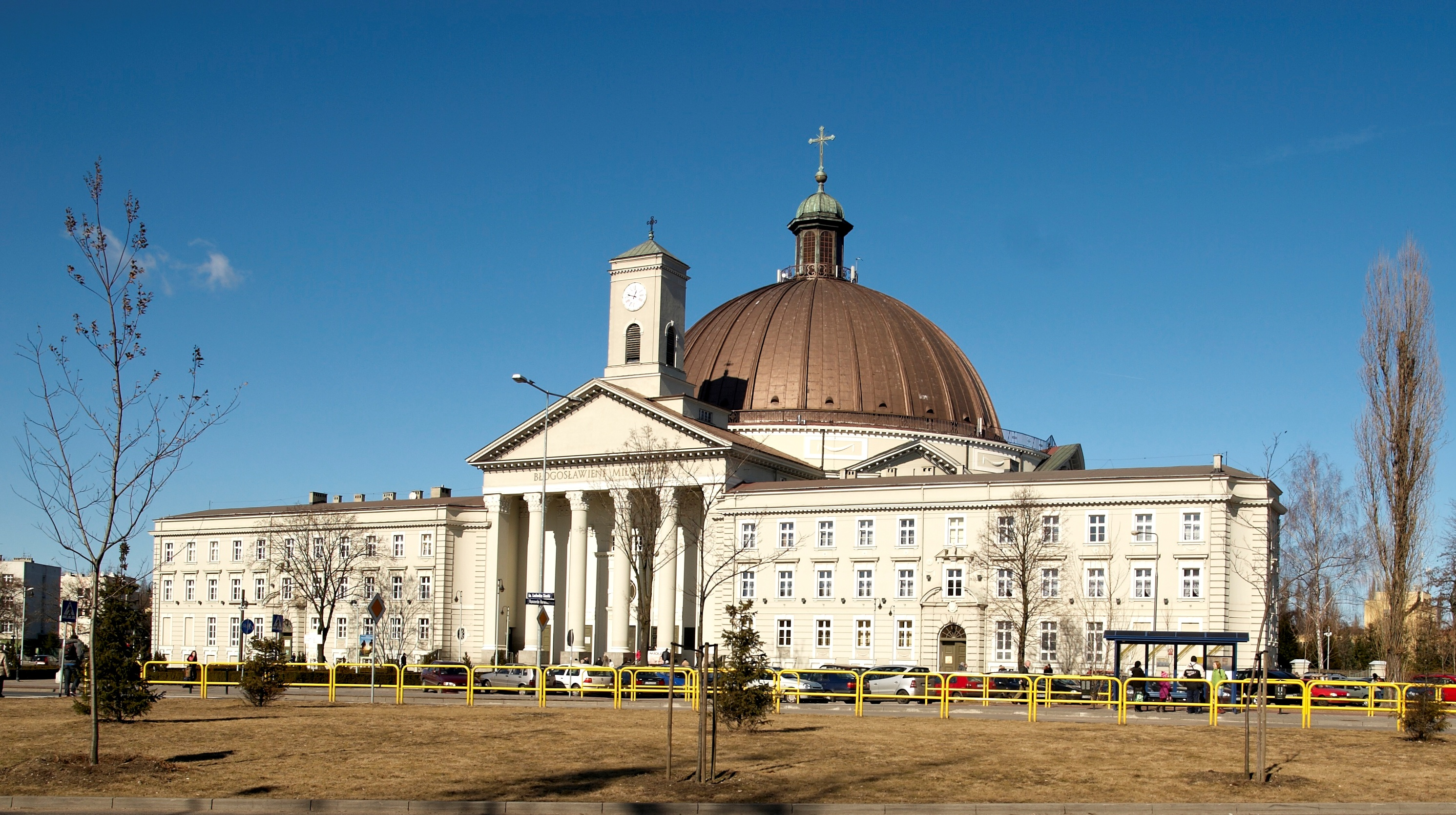
St.-Vinzenz-Basilika
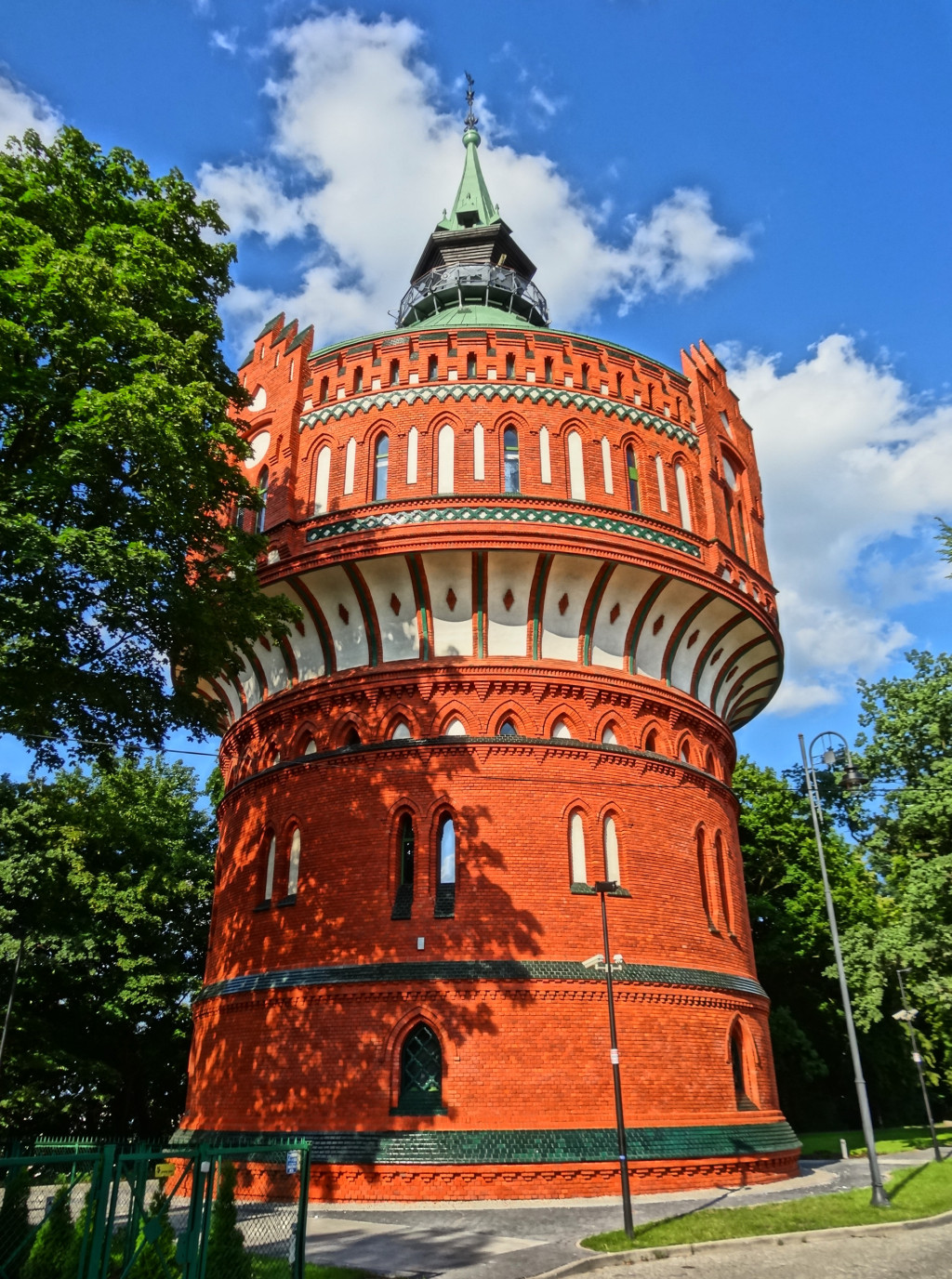
Wasserturm, Wasserleitungsmuseum

### Fordon
- Nikolaikirche (Fordon), heutiges Bauwerk 1691 Alt-Fordon mit der Nikolaikirche

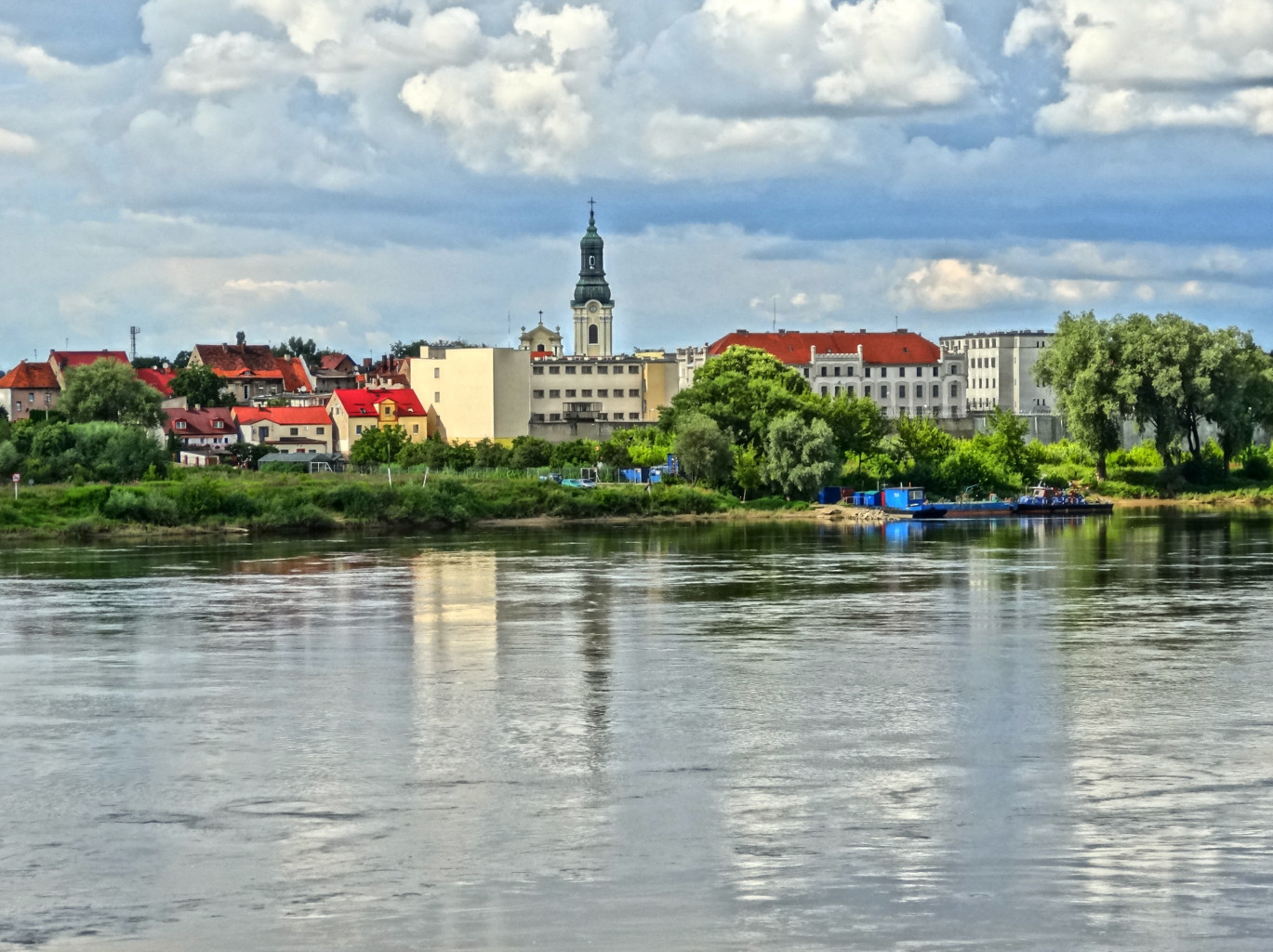
Alt-Fordon mit der Nikolaikirche

- Altstadt von Fordon

### Myślęcinek
- Am Stadtrand gelegener Natur- und Kurort mit Kultur- und Erholungspark

### Umland
- Dorf Ostromecko auf dem gegenüberliegenden Weichselufer, mit seinen Schlössern

## Museen
- Muzeum Okręgowe im. Leona Wyczółkowskiego (Regionalmuseum)
- Muzeum Kanału Bydgoskiego (Museum des Bromberger Kanals)
- Muzeum Wojsk Lądowych (Heeresmuseum)
- Izba Tradycji Bydgoskich Dróg Żelaznych (Traditionskammer der Bromberger Eisenbahnen)
- Muzeum Dyplomacji i Uchodźstwa Polskiego (Museum der Diplomatie und Auswanderung)
- Muzeum Farmacji przy Aptece „Pod Łabędziem“ (Pharmazeutisches Museum)
- Muzeum Wodociągów w Bydgoszczy (Wasserleitungs-Museum)

## Theater

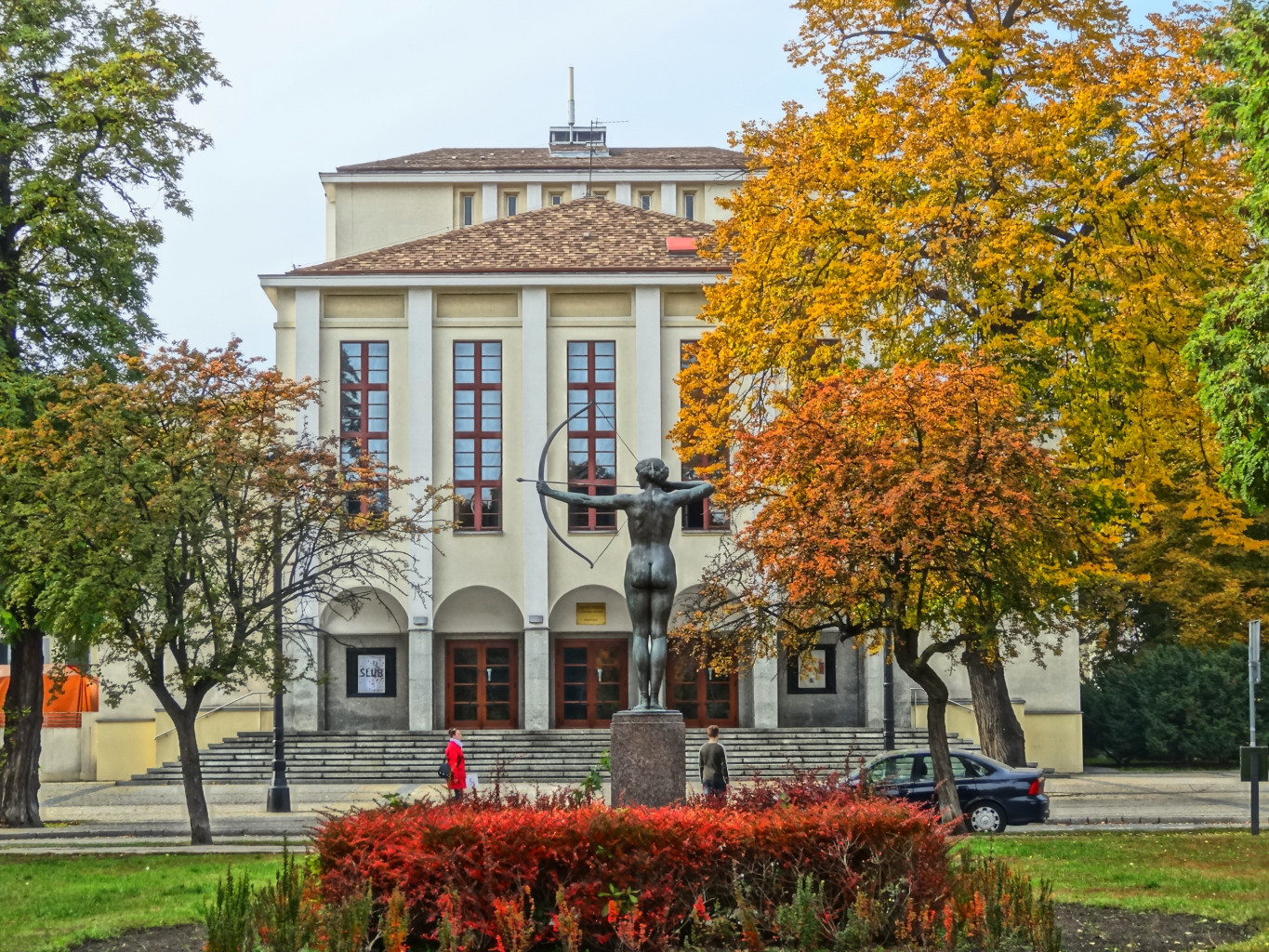
Polnisches Theater

- Teatr Polski w Bydgoszczy (Polnisches Theater)[33]

## Musik

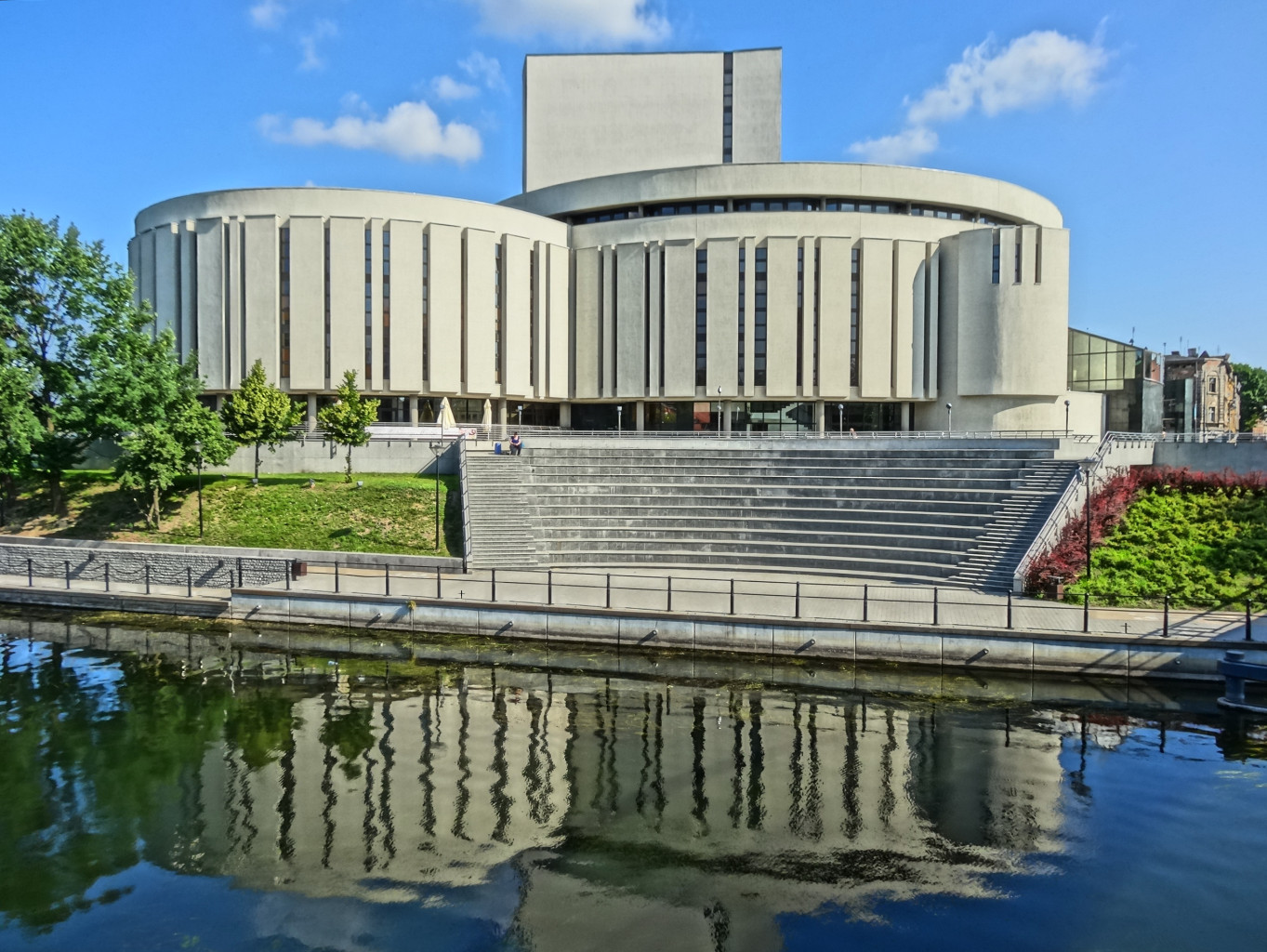
Opernhaus Opera Nova

Bydgoszcz ist eines der bedeutendsten Musikzentren Polens:
- Opera Nova, als Institution seit 1956, Eröffnung des Opernhauses 1974. In der Stadt findet jährlich das einzige polnische Opernfestival statt.
- Filharmonia Pomorska, wegen ihrer hervorragenden Akustik geschätzt

## Regelmäßige Veranstaltungen
- Internationaler Paderewski-Wettbewerb für Pianisten
- Bromberger Opernfestival
- Camera Obscura – Dokumentarfilm-Festival
- Camerimage – Filmfestival mit dem Schwerpunkt Kamera
- Grand-Prix-Rennen der Speedway-Einzel-Weltmeisterschaft
- Brda Cup Ruderregatta
- Pedro’s Cup – Internationales Hallenleichtathletik Meeting

## Sport
Vor 1920 dominierten die Deutschen im Bromberger Sportleben. 1894 gründeten sie den Ruderclub Frithjof und kurze Zeit später den Männerturnverein und den Tennisverein Palästra. Als Fußball immer beliebter wurde, gründeten sie den Verein für Fußball und Leichtathletik Sportclub Bromberg. Die polnische Bevölkerung hatte seit den 1880er Jahren die Turngesellschaft Sokół. 1918 gründeten junge polnische Arbeiter die Gesellschaft der Gesellen, aus der später der Sportverein Gwiazda wurde. Nachdem Bromberg 1920 an Polen gekommen war, wurde die Rudergesellschaft Tryton gegründet, aus der im Laufe der Zeit der Ruderclub BTW Bydgoszcz wurde. Die deutschen Vereine existierten weiterhin in der nun polnischen Stadt Bydgoszcz. 1999 fanden in Bydgoszcz die ersten Leichtathletik-Jugendweltmeisterschaften (U18) der IAAF statt, 2008 die Leichtathletik-Juniorenweltmeisterschaften und 2010 die 38. Crosslauf-Weltmeisterschaften. 2019 fanden die Wettkämpfe der Superliga der Leichtathletik-Team-Europameisterschaft in Bydgoszcz statt.
Wichtige Sportvereine aus Bydgoszcz sind heute:
- Astoria Bydgoszcz – Basketball
- Zawisza Bydgoszcz – Fußball, Leichtathletik
- Polonia Bydgoszcz – Speedway, Fußball
- KS Pałac Bydgoszcz – Volleyball der Frauen
- Bydgostia Bydgoszcz – Rudern
- Artego Bydgoszcz – Basketball der Frauen
- Chemik Bydgoszcz – Volleyball der Männer, Fußball
- BKS Bydgoszcz – Fußball, Eishockey, Schach
- Gwiazda Bydgoszcz – Tischtennis, Fußball, Ringen

### Ehemalige deutsche Sportvereine
- Ruderclub Frithjof Bromberg[35] – (Bronze bei der Doppelzweier-Männer-Meisterschaft 1940)
- Ruderverein Bromberg
- Männerturnverein Bromberg
- Männerturnverein Schleusenau
- Turnclub Bromberg
- Turnverein Friesen Bromberg
- Turnverein Hohenzollern in Schwedenhöhe
- Turnverein Jahn Bromberg
- Sportbrüder Bromberg – Fußball, Leichtathletik, Tennis
- SC Bromberg – Fußball, Leichtathletik, Tennis, Eislaufen
- Palästra Bromberg – Tennis
- Bromberger Tourenklub – Radsport
- Athletik- und Ringsport-Verein Bromberg
- Bromberg-Schneidemühler Reiterverein
- Bromberger Verein für Luftschifffahrt
- Bromberger Sportangler-Klub

### Während des Zweiten Weltkrieges
- SG Bromberg – Fußball, Handball, Leichtathletik, Basketball, Kleinkaliberschießen, Boxen
- Luftwaffen-SV Bromberg – Fußball
- Wehrmacht-SV Bromberg – Fußball
- Reichsbahn SG Bromberg – Fußball, Handball
- Post SG Bromberg – Fußball
- SG Ordnungspolizei Bromberg – Fußball

## Verkehr
Als eine der größten polnischen Städte ist Bydgoszcz das bedeutende Industrie- und Handelszentrum einer landwirtschaftlich intensiv genutzten Umgebung. Dank günstiger Lage bildet die Stadt einen
Verkehrsknotenpunkt. In der Vergangenheit wurde die Stadt „kleines Berlin“ genannt. Die Stadt hat wegen der vielen Wasserwege sowie wegen der vorhandenen Jugendstilarchitektur viel von ihrem alten Charme behalten. Die Stadt hat einen eigenen internationalen Flughafen, den Ignacy-Jan-Paderewski-Flughafen Bydgoszcz. Von hier bieten drei Fluglinien Direktflüge nach Warschau, London, Dublin, Liverpool, Frankfurt sowie Charterflüge nach Tunesien und in die Türkei an. Wichtige Bahnhöfe sind:
- Bydgoszcz Główna – Hauptbahnhof
- Bydgoszcz Leśna
- Bydgoszcz Wschód
- Bydgoszcz Zachód
- Bydgoszcz Łęgnowo
- Bydgoszcz Bielawy
- Bydgoszcz Osowa Góra
- Bydgoszcz Błonie

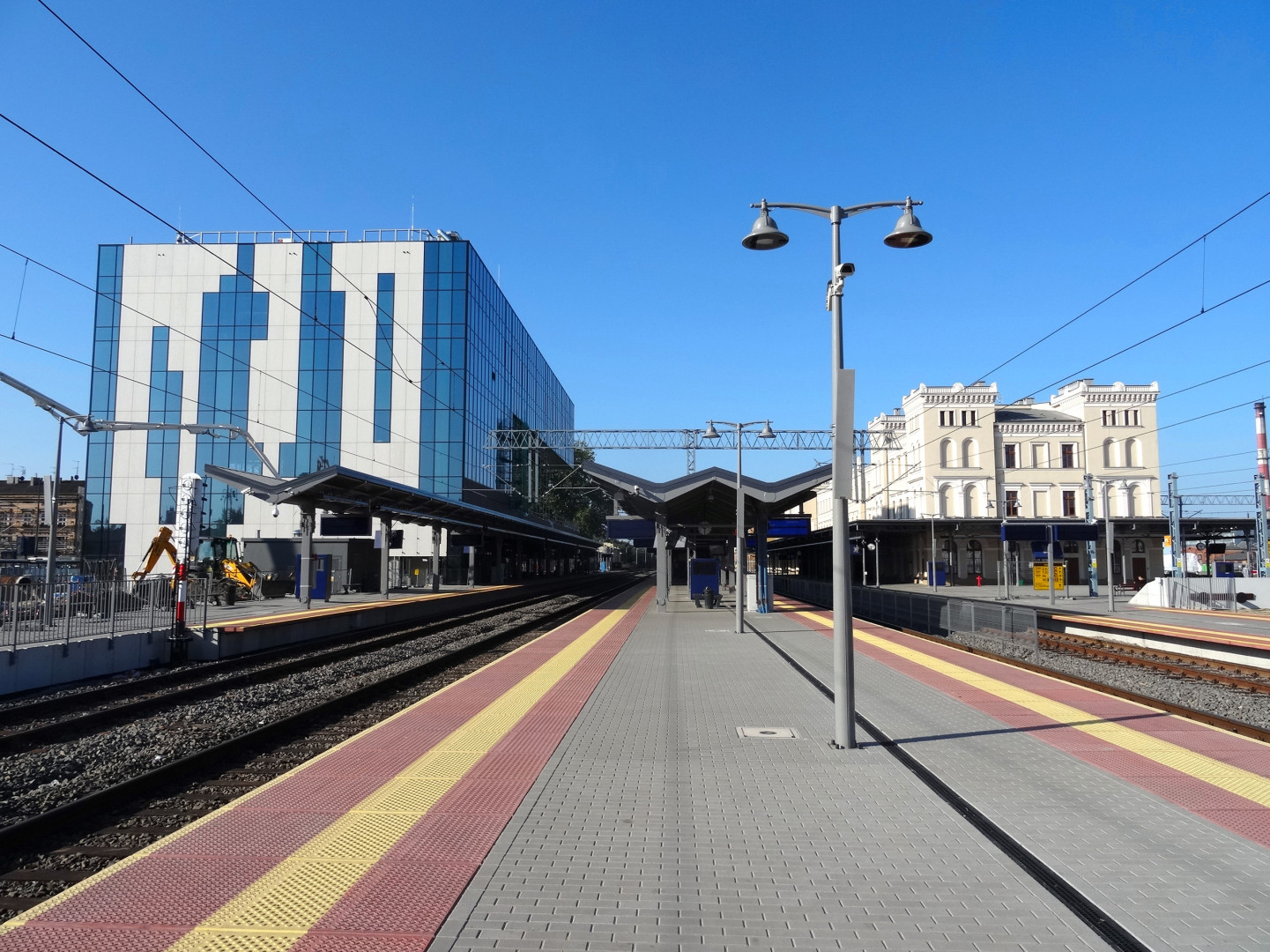
Hauptbahnhof
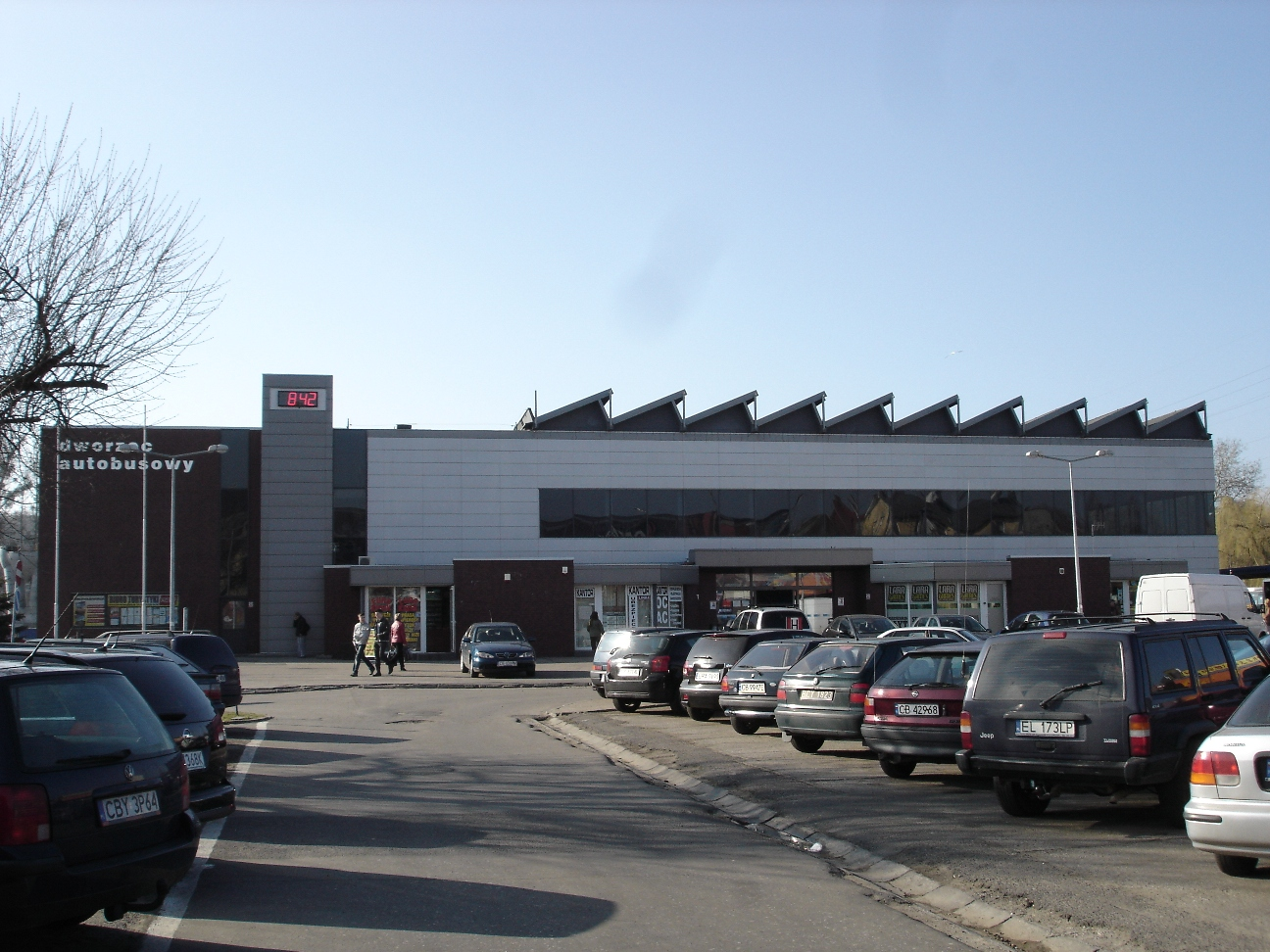
Busbahnhof
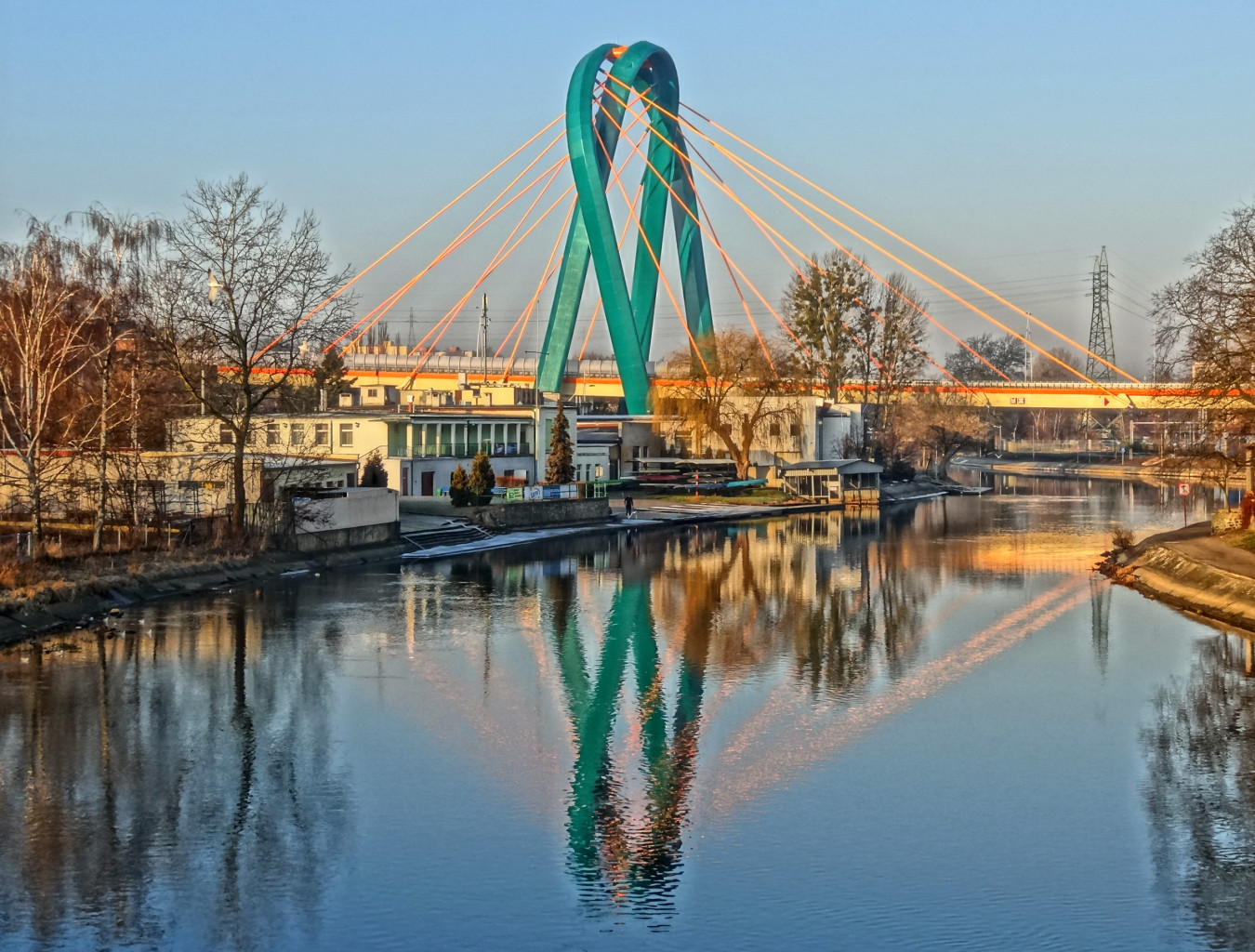
Universitätsbrücke

Die Straßenbahn Bydgoszcz verfügt über ein Netz von 63,5 km Länge. Der wichtigste Busbahnhof ist PKS Bydgoszcz, von dem aus über 80 Ziele in ganz Polen erreicht werden können.
Für den Fährverkehr siehe Wassertaxi Bydgoszcz. Die an Brahe und Weichsel gelegene Stadt ist ein Wasserknotenpunkt und über die Wasserstraße E70 gibt es eine direkte Verbindungen nach Berlin.
Der Nahverkehr in Bydgoszcz ist für Senioren ab 65 Jahren kostenlos.
Im Dezember 2013 wurde die Universitäts-Stadtdurchfahrt eröffnet, welche die nördlichen und die südlichen Stadtteile mit der über die Brda führende Universitätsbrücke verbindet. Die Schrägseilbrücke hat zwei architektonisch auffällig gestaltete ineinander verschlungene Pylone.

## Ansässige Unternehmen
- Atos – französischer IT-Dienstleister
- PESA – Schienenfahrzeuge
- GlobalMalt Polska – Malzfabrik
- Wojskowe Zakłady Lotnicze nr 2 S.A. (Militärischer Instandsetzungsbetrieb Nr. 2) – Instandsetzung der polnischen Kampfjets und Passagierflugzeuge
- Frosta

Ehemalige deutsche Unternehmen
Dynamit AG
„Elch“ Holz- und Polsterwarenfabrik Lehr & Co. KG

## Bildung
Bydgoszcz ist eine Universitätsstadt (Kasimir-der-Große-Universität, Technische Universität, Konservatorium, Collegium Medicum).
In Bydgoszcz besteht eine Vielzahl von Hochschulen
- Uniwersytet Kazimierza Wielkiego früher Akademia Bydgoska im. Kazimierza Wielkiego
- Landwirtschaftsuniversität (Uniwersytet Technologiczno-Przyrodniczy im. Jana i Jędrzeja Śniadeckich) früher Akademia Techniczno-Rolnicza im. Jana i Jędrzeja Śniadeckich
- Musikakademie (Akademia Muzyczna)
- Collegium Medicum im. Ludwika Rydygiera der Universität Toruń
- Niederlassung der Wirtschaftsakademie (Akademia Ekonomiczna) in Poznań
- Niederlassung des Theologiefachbereiches der Adam-Mickiewicz-Universität in Poznań
- Kujawisch-Pommersche Akademie (Akademia Kujawsko-Pomorska)
- Fachhochschule für Wirtschaft (Wyższa Szkoła Gospodarki)
- Fachhochschule für Informatik und Recht (Wyższa Szkoła Informatyki i Nauk Społeczno-Prawnych)
- Fachhochschule für Umwelt (Wyższa Szkoła Środowiska)
- Fachhochschule für Öffentliche Verwaltung und Finanzen (Wyższa Szkoła Zarządzania i Finansów)
- Niederlassung der Fachhochschule für Informatik (Wyższa Szkoła Informatyki) in Łódź
- Eisenbahn Technikum (Technikum Kolejowe im. Mikołaja Kopernika)

Militärische Bildung
- Joint Force Training Centre
- NATO Military Police Centre of Excellence

## Persönlichkeiten
Zu Ehrenbürgern ernannte die Stadt unter anderem Edward Rydz-Śmigły, Johannes Paul II. und Irena Szewińska. Berühmte Söhne und Töchter von Bydgoszcz sind unter anderem der Offizier Max von Boehn, der Neurologe Louis Jacobsohn-Lask, der Mathematiker und Kryptologe Marian Rejewski, der Südseeforscher, Weltumsegler und Vizeadmiral Georg von Schleinitz sowie der polnische Ministerpräsident Jan Krzysztof Bielecki und Erotik-Star Vivian Schmitt.